# Bailleul (Nord)
Pour les articles homonymes, voir Bailleul et Belle.
Bailleul, en flamand et en néerlandais Belle (/balə/), est une commune française située dans le département du Nord, en région Hauts-de-France, dans la Flandre française.

## Géographie

### Localisation
Bailleul est située entre Lille et Dunkerque, en France, dans le Nord. Elle est située à proximité de la plaine de la Lys et au pied des monts des Flandres, limitrophe de Belgique. Elle comprend trois hameaux : Outtersteene, La Crèche, le Steent'je, et de nombreux lieux-dits (la Blanche, Mont-de-Lille, Ravensberg, le Seau, etc.). Bailleul fait partie du Westhoek, et au sein de ce dernier plus particulièrement de la région naturelle transfrontalière appelée Houtland.
La commune s'étend sur 4 342 hectares, soit 43,42 km2, dont 16 hectares de bois et forêts.
Bailleul se trouve à 50 km de Dunkerque son chef-lieu d'arrondissement, 12 km d'Armentières, 28 km de Lille chef-lieu du département, 50 km d'Arras, 14 km d'Hazebrouck, 20 km de Cassel et 19 km d'Ypres.

### Communes limitrophes
| Méteren       | Saint-Jans-Cappel       | Dranouter Belgique  |
| Merris        | Bailleul                | Nieuwkerke Belgique |
| Vieux-Berquin | Le Doulieu - Steenwerck | Nieppe              |

### Géologie et relief
La commune est située sur un monticule d'une altitude de 20 mètres du hameau d'Outtersteene au Mont de Lille. Son sol est de type argilo-sableux (argile des Flandres, dit Yprésien en hauteur, et argile de Louvile en plaine) et sa partie sud se trouve en zone humide. Elle est située à proximité d'une faille géologique éponyme : la faille de Bailleul.
Elle se trouve à une altitude moyenne de 44 m.

### Hydrographie

#### Réseau hydrographique
La commune est située dans le bassin Artois-Picardie. Elle est drainée par la Becque de Steenwerck, la Meteren Becque, le Courant du Doulieu, la Becque de Rawensberg, la Serpentine Becque, la Stil Becque, la Rue des Dames, la Rue du Bon Temps, le Coin du Moulin, le Leuthe, le ruisseau du Leet et divers autres petits cours d'eau,.
La Becque de Steenwerck, d'une longueur de 19 km, prend sa source dans la commune de Boeschepe et se jette  dans la Vleeterbeck en Belgique.
La Meteren Becque, d'une longueur de 19 km, prend sa source dans la commune de Méteren et se jette  dans la Lys à Estaires, après avoir traversé sept communes.

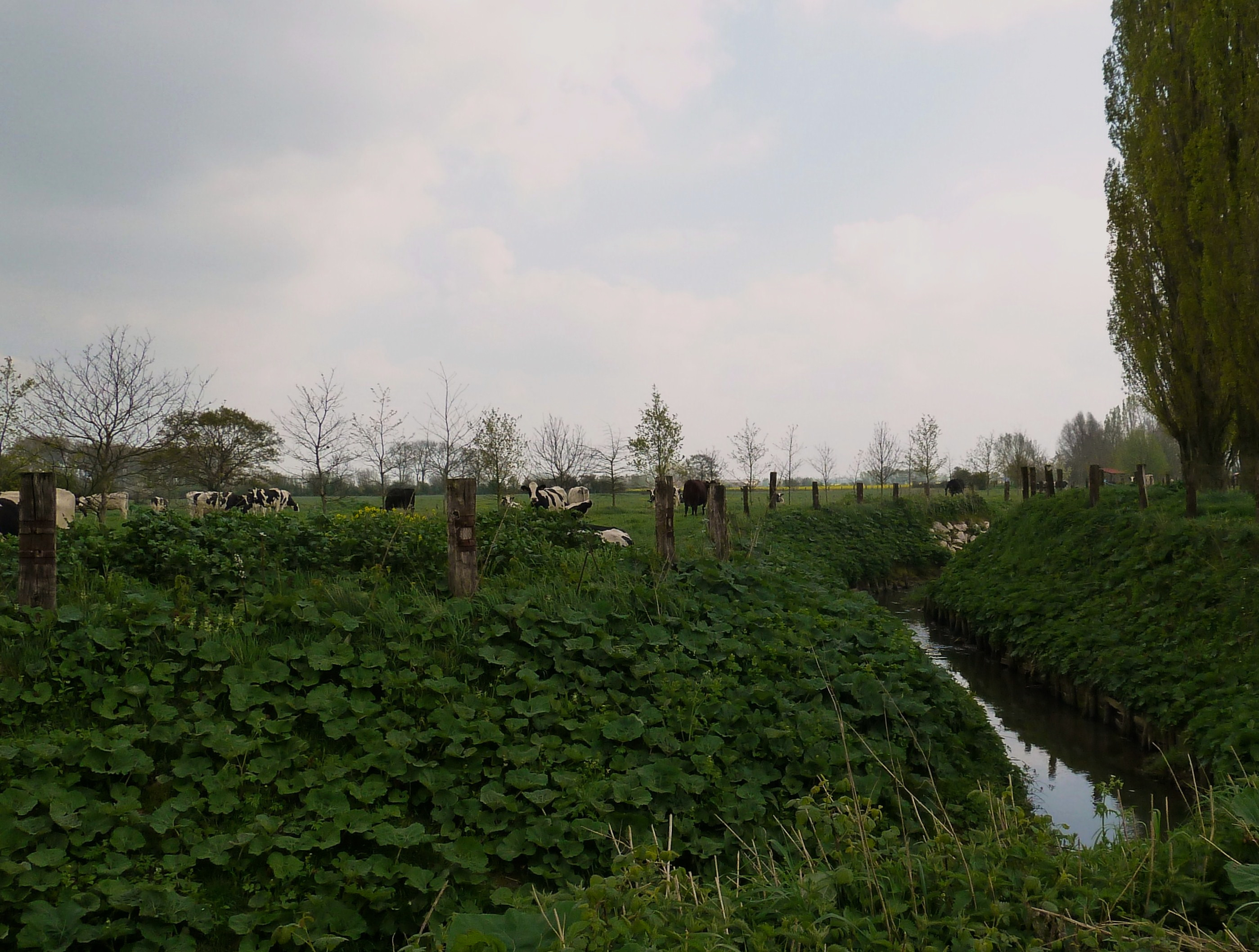
La Meteren becque à Outtersteene (Bailleul-Nord).
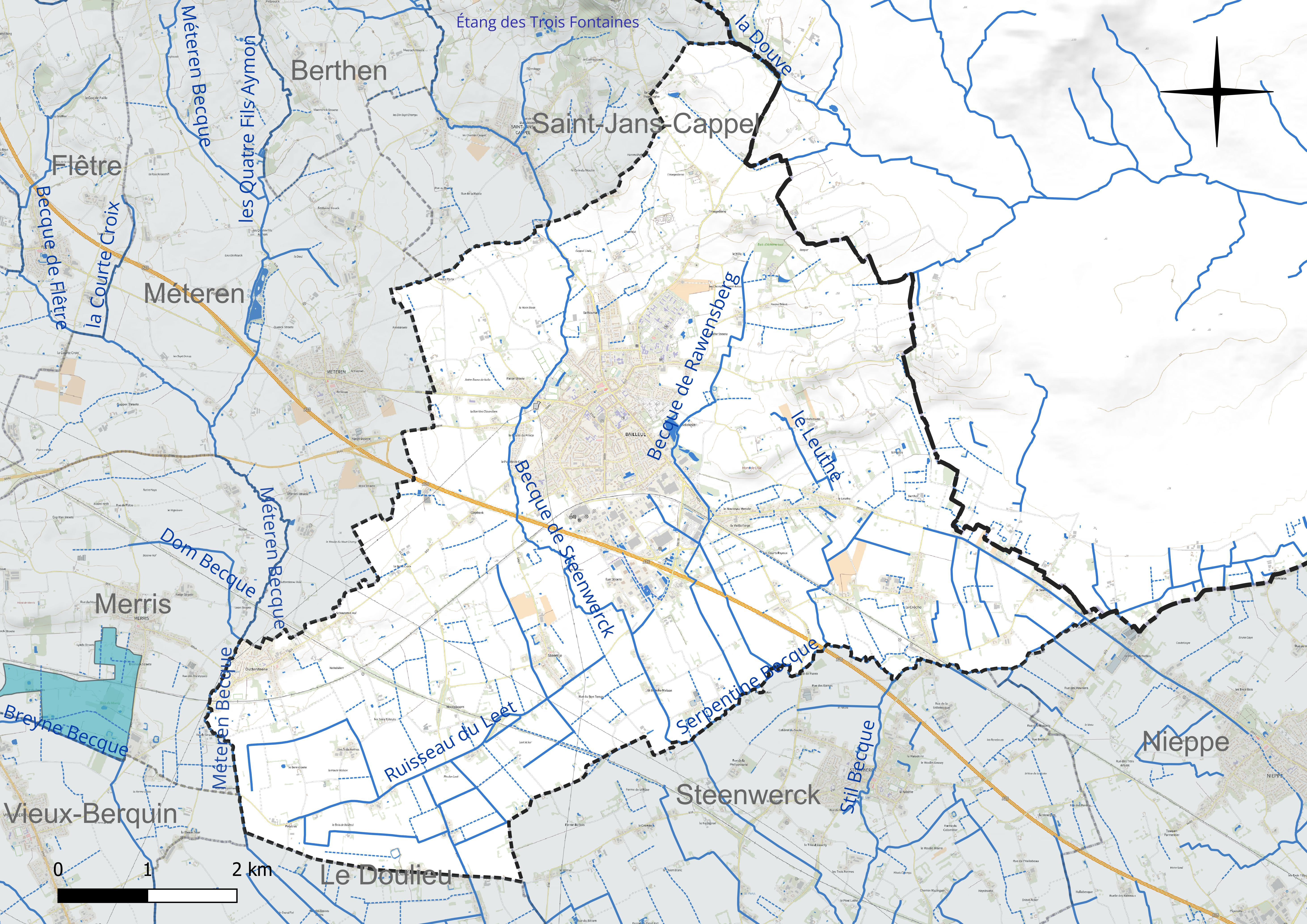
Réseau hydrographique de Bailleul.

#### Gestion et qualité des eaux
Le territoire communal est couvert par le schéma d'aménagement et de gestion des eaux (SAGE) « Lys ». Ce document de planification concerne un territoire de 1 835 km2 de superficie, délimité par le bassin versant de la Lys. Le périmètre a été arrêté le 29 mai 1995 et le SAGE proprement dit a été approuvé le 6 août 2010, puis révisé le 20 septembre 2019. La structure porteuse de l'élaboration et de la mise en œuvre est le syndicat mixte pour l'élaboration du SAGE de la Lys (SYMSAGEL).
La qualité des cours d'eau peut être consultée sur un site dédié géré par les agences de l'eau et l'Agence française pour la biodiversité.

### Climat
Pour des articles plus généraux, voir Climat des Hauts-de-France et Climat du Nord.
En 2010, le climat de la commune est de type climat océanique dégradé des plaines du Centre et du Nord, selon une étude du CNRS s'appuyant sur une série de données couvrant la période 1971-2000. En 2020, Météo-France publie une typologie des climats de la France métropolitaine dans laquelle la commune est exposée à un climat océanique et est dans la région climatique Côtes de la Manche orientale, caractérisée par un faible ensoleillement (1 550 h/an) ; forte humidité de l'air (plus de 20 h/jour avec humidité relative > 80 % en hiver), vents forts fréquents.
Pour la période 1971-2000, la température annuelle moyenne est de 10,5 °C, avec une amplitude thermique annuelle de 14,1 °C. Le cumul annuel moyen de précipitations est de 706 mm, avec 11,7 jours de précipitations en janvier et 8,6 jours en juillet. Pour la période 1991-2020, la température moyenne annuelle observée sur la station météorologique la plus proche, située sur la commune de Steenvoorde à 13 km à vol d'oiseau, est de 11,2 °C et le cumul annuel moyen de précipitations est de 727,8 mm,. Pour l'avenir, les paramètres climatiques de la commune estimés pour 2050 selon différents scénarios d'émission de gaz à effet de serre sont consultables sur un site dédié publié par Météo-France en novembre 2022.

### Voies de communication et transports
La gare de Bailleul est située sur la ligne Lille - Calais. Bailleul possède également un accès à l'autoroute A25 (Sortie 10 et 12). Bailleul est voisine des villes d'Armentières et d'Hazebrouck. Elle est desservie par les lignes de bus 908, 909, 930 et 931 du Réseau Arc-en-ciel 1.

## Urbanisme

### Typologie
Au 1er janvier 2024, Bailleul est catégorisée centre urbain intermédiaire, selon la nouvelle grille communale de densité à sept niveaux définie par l'Insee en 2022.
Elle appartient à l'unité urbaine d'Armentières (partie française), une agglomération internationale regroupant dix  communes, dont elle est ville-centre,,. Par ailleurs la commune fait partie de l'aire d'attraction de Lille (partie française), dont elle est une commune de la couronne,. Cette aire, qui regroupe 201 communes, est catégorisée dans les aires de 700 000 habitants ou plus (hors Paris),.

### Occupation des sols
L'occupation des sols de la commune, telle qu'elle ressort de la base de données européenne d'occupation biophysique des sols Corine Land Cover (CLC), est marquée par l'importance des territoires agricoles (87 % en 2018), en diminution par rapport à 1990 (92,1 %). La répartition détaillée en 2018 est la suivante : 
terres arables (82,9 %), zones urbanisées (8,8 %), zones industrielles ou commerciales et réseaux de communication (4,2 %), prairies (3,1 %), zones agricoles hétérogènes (1 %). L'évolution de l'occupation des sols de la commune et de ses infrastructures peut être observée sur les différentes représentations cartographiques du territoire : la carte de Cassini (XVIIIe siècle), la carte d'état-major (1820-1866) et les cartes ou photos aériennes de l'IGN pour la période actuelle (1950 à aujourd'hui).

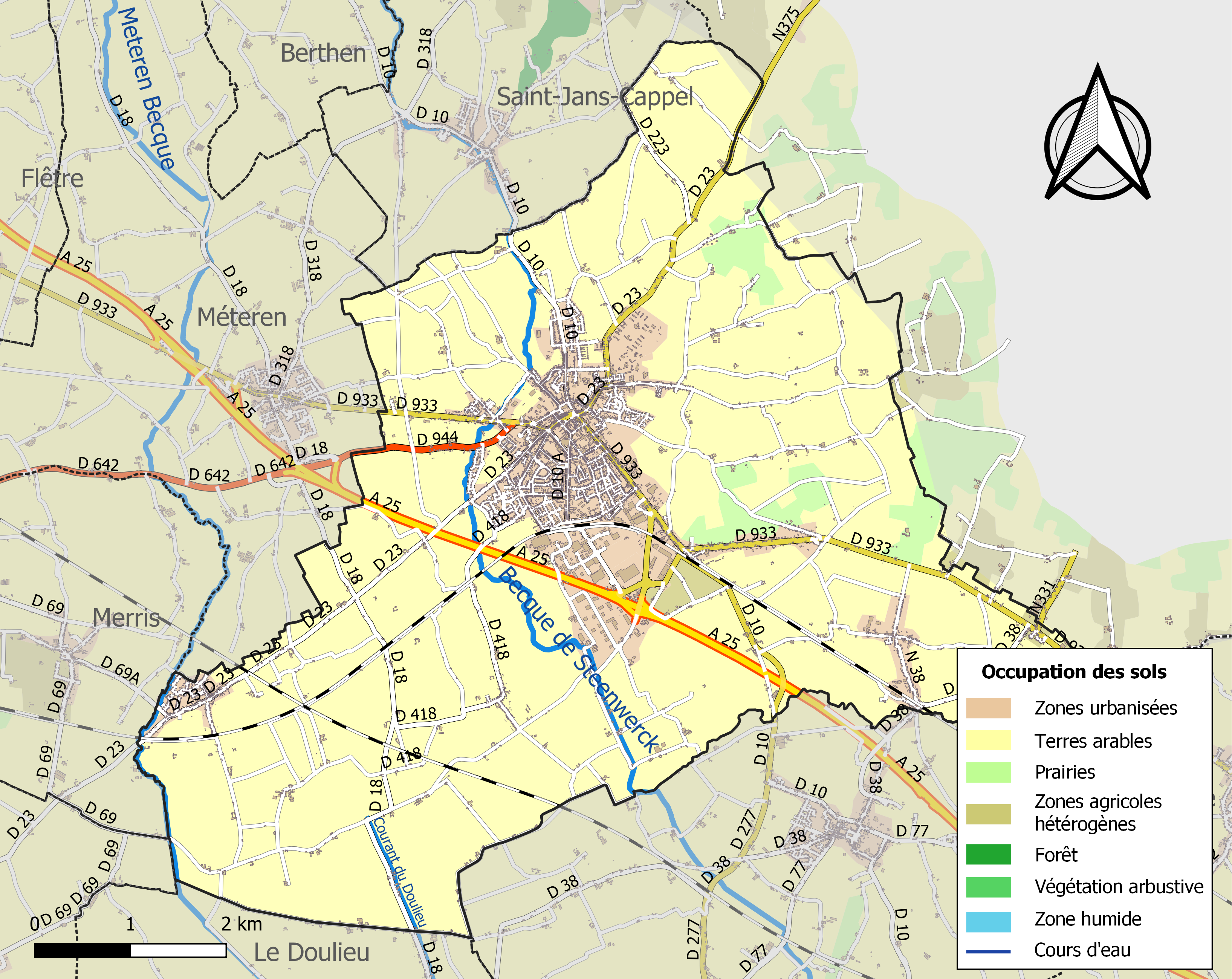
Carte des infrastructures et de l'occupation des sols de la commune en 2018 (CLC).

## Toponymie
Le nom de la localité est attesté sous les formes Badgiole au XIe siècle, Ballolium en 1193.
Ce toponyme est issu du latin balliculum (palissade), ou d'un mot de base baculum (bâton) et le suffixe diminutif -eolum de présence. Dans les deux cas, la ville a été nommée d'après la palissade qui l'entourait, ou qui entourait le château à la base de l'agglomération.
Bailleul se nomme Belle en néerlandais et en flamand occidental, Bailleu en picard. Les habitants se nomment Bellenaerd en flamand occidental, Bellenaard en néerlandais.

## Histoire

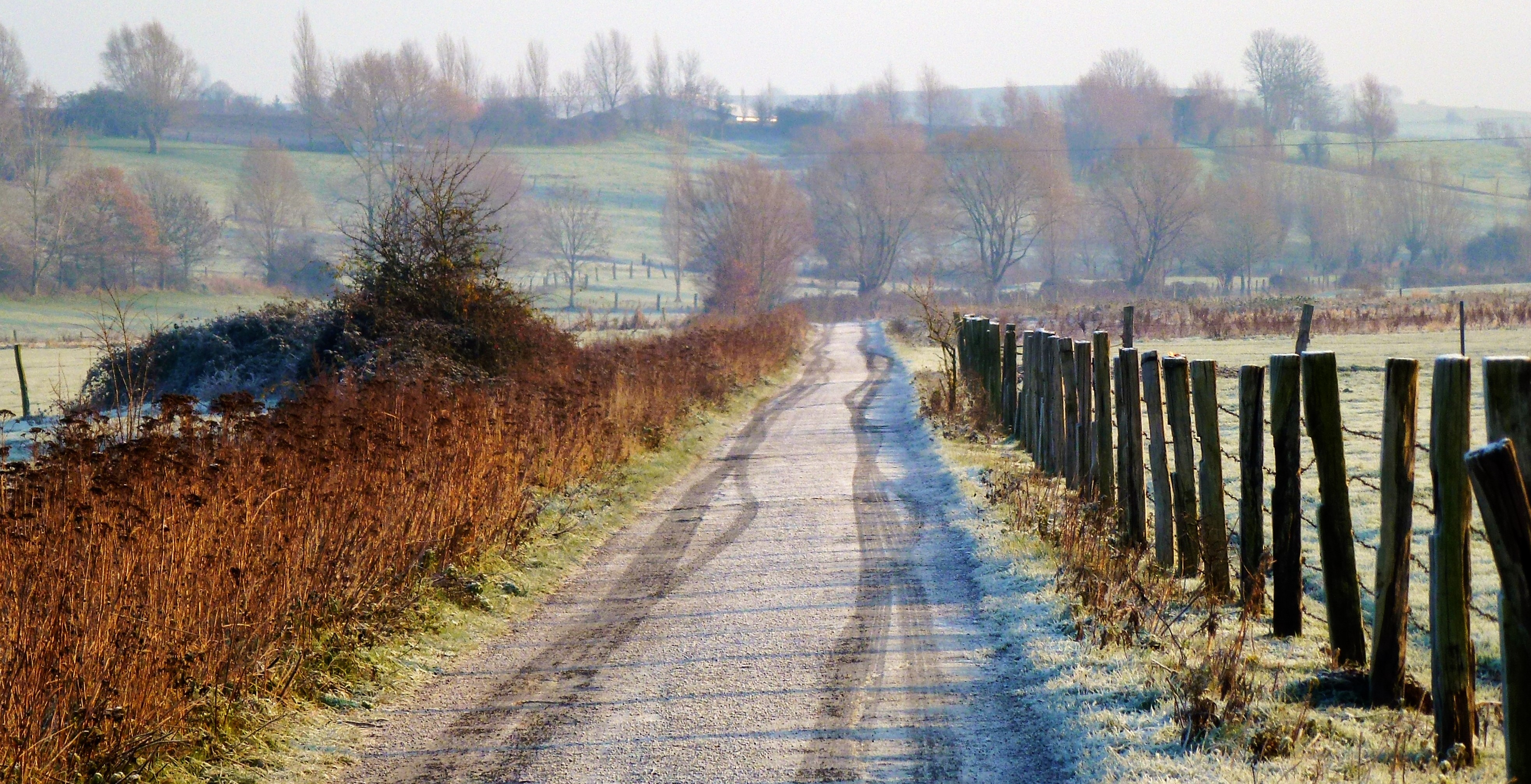
Le vieux chemin de Lille à Bailleul. Décembre 2013.

### Histoire ancienne
Des silex taillés ont été retrouvés en 1875 sur la colline du Ravesberg, témoignant d'une présence d'hommes de la préhistoire.
Les origines de la ville de Bailleul remontent à la plus haute Antiquité : Meyer et Gramaye disent qu'elle a été fondée par une colonie de Belges chassés de Bavay au moment où Jules César vint livrer bataille aux Nerviens. La situation de cette ville sur la voie que les romains avaient tracée entre Cassel et Wervik paraît donner à cette légende un fond de vérité ; on a, du reste, trouvé, lors de fouilles au Mont de Lille en 1820, des traces de fortifications et des médailles à l'effigie des empereurs Nerva, Trajan et Domitien. D'autres historiens pensent que le fondateur de Bailleul est un capitaine des Cattes, tribu germanique, s'appelant Bellem. C'est lui qui aurait donné son nom à la ville.
La ville fut détruite par les Francs en 420 et demeura inhabitée pendant deux siècles, jusqu'au moment où, en 621, Lydéric, nommé par Dagobert grand « forestier » de Flandre (en fait gouverneur, -ce vocable utilisé par les historiens serait dû à une erreur de traduction-), « détruisit les bêtes féroces et repeupla le pays ».
Bailleul était déjà connue du temps des Morins, l'histoire de la fondation de la chapelle de Ravensberg contenant ces mots : « SACELLUM IN MONTE COMITIS JUXTA BALLIOLUM IN TERRA MORINENSI ».
Il est à croire que ce pays a été habité par les Cattes dont le Katsberg (mont des Cats) et le mont Cassel ont retenu le nom. Une bataille donnée par Godoald, capitaine des Cattes, eut lieu à un endroit maintenant appelé Godewaersvelde, de Godoaldsveld, soit en français « le champ de Godoald ».

### Époque médiévale
Il semble que les premiers seigneurs de Bailleul aient été les premiers comtes de Flandre, antérieurs aux comtes de Flandre « officiels », Lydéric, puis ses successeurs Engelrand et Odoacer.
Au IXe siècle, Charles II le Chauve fit fortifier les villes de Flandre par le comte Baudouin Ier Bras de Fer, qui construisit le château-fort de Bailleul, probablement à un endroit proche de l'actuelle rue des viviers, qui auraient été les douves de la motte féodale. Les Normands furent dans un premier temps repoussés par la foule galvanisée par Baudouin ayant pris la tête des combats, mais les Normands revinrent plus nombreux et détruisirent le château en 882.
La paix signée en 911 à Saint-Clair-sur-Epte entre Rollon et Charles le Simple ramena la tranquillité dans la région : la ville fut rebâtie progressivement, et l'agriculture devint florissante.
Baudouin le Jeune (Baudouin III de Flandre) en 948, Arnould le Vieux et Robert le Frison en 1072, comtes de Flandre, fortifièrent Bailleul, l'entourèrent de palissades et de fossés nommés stadgrachten. Ces fossés commençaient, d'une part, à la rue de Cassel, entre la rue du Collège et la rue d'Occident et allaient en ligne droite jusqu'à l'actuelle Place du Cardinal Liénart, en passant par l'impasse Saint Amand. L'actuelle rue de l'ancienne poste aux chevaux est également un ancien stadtgracht.
La châtellenie de Bailleul, qui comptait 11 paroisses, a appartenu à la famille de Bailleul mentionnée comme telle dès 1092. Elle passera par alliance à la famille d'Aubigny après la mort en 1192 de Baudouin IV de Bailleul, châtelain de Bailleul et d'Ypres, et dernier représentant de sa branche.
Francis Bayley dans The Bailleuls of Flanders and the Bayleys of Willow Hall indique qu'un manuscrit de la Bibliothèque de Douai fait descendre la famille de Bailleul d'Arnoul de Gramines, vivant en 980. Toutefois l'auteur ne reprend pas à son compte cette filiation et donne pour premier auteur connu Baudouin II de Bailleul, châtelain de Bailleul, qui serait selon le manuscrit l'arrière-petit-fils d'Arnoul de Gramines.
En 1191, par le traité d'Arras, le cardinal de Reims Guillaume aux Blanches Mains, préside au règlement d'un litige lié à l'héritage de Philippe d'Alsace, comte de Flandre. Sa veuve Mathilde de Portugal, douairière, reçoit Bailleul en usufruit ainsi que de nombreuses autres villes, contre les revendications de la nouvelle comtesse de Flandre Marguerite d'Alsace.
En 1213, le roi de France Philippe Auguste en guerre contre le comte Ferrand de Flandre (bataille de Bouvines en 1214) charge son fils le futur Louis VIII de brûler les villes de Bailleul et de Steenvoorde.
En 1230, les chevaliers B de Haverskerque, bailli de Bailleul et de Neuve-Église, et H de Neuve-Église attestent que Lotin Bataille, sa femme Mathilde et leur fils ont renoncé en faveur de l'évêque de Thérouanne à leurs droits sur la dîme de Bailleul. L'année suivante, Guillaume seigneur de Dampierre (sans doute Guillaume II de Dampierre père du comte de Flandre Gui de Dampierre), confirme la déclaration de Boidin de Haverskerque, son bailli, à propos de Lotin Bataille, clerc de Bailleul, et de son frère Baudouin.
En 1287, Gui de Dampierre, comte de Flandre, achète de Baudouin de Bailleul et d'Agnès sa femme, la châtellenie de Bailleul pour son fils Jean Ier de Namur.
En octobre 1334, Jean de Faukemberghe, sergent du roi de France à Amiens, vient en Flandre pour citer à comparaitre Louis Ier de Flandre, comte de Flandre et comte de Nevers à Montreuil, afin de faire connaitre et entériner la décision du roi, (Philippe VI de Valois), à propos de la propriété de Bailleul, revendiquée par Louis et par la dame de Cassel, (Jeanne de Bretagne épouse de Robert de Cassel). La décision du roi est favorable à cette dernière (Robert de Cassel avait reçu de son père Robert III de Flandre toute la Flandre maritime en échange de sa renonciation au comté de Flandre).
En 1348, le richissime comte de Flandre Louis de Male confirme les privilèges, c'est-à-dire les libertés communales, des habitants de Bailleul.

### Bailleul enFlandre bourguignonne

#### Contexte politique de la destruction de 1436
À la mort du comte Louis de Male, sa fille Marguerite devient comtesse de Flandre et hérite de la fortune du comté. Par mariage avec le duc de Bourgogne Philippe le Hardi, le comté et le duché forment une alliance richissime et prospère, le duc devenant le personnage le plus puissant du royaume de France après le roi, quasiment indépendant. C'est ainsi que commence l'époque dite bourguignonne. Afin de s'assurer du soutien des Flamands, le duc favorise le commerce de la laine avec l'Angleterre, accroissant l'attractivité de la déjà prospère région commerçante. Par une politique matrimoniale familiale, il se constitue ce qui s'apparente à un État dans l'État et menace l'autorité centrale du royaume de France. La situation politique dégénère avec la folie du roi de France Charles VI le fol. Un conseil de régence doit être mis en place, laissant place à une âpre opposition entre le duc de Bourgogne et le duc d'Orléans, frère du roi, qui obtient la régence, les deux partis étant déjà opposés quant à la stratégie à adopter contre l'Angleterre dans le cadre de la guerre de Cent ans. Philippe le Hardi meurt en 1404 d'une grippe infectieuse. Son fils Jean sans Peur lui succède. Cette opposition se transforme en guerre civile en 1407, lorsque le duc de Bourgogne fait assassiner le duc d'Orléans. La France déjà en guerre contre l'Angleterre sombre dans la guerre civile, et la Flandre est alliée à l'Angleterre, bénéficie d'un commerce florissant, origine de la richesse de Bailleul.
Par le traité d'Arras, en 1435, la Flandre bourguignonne fait la paix avec le royaume de France, et trahit l'Angleterre qui met en place un embargo sur la laine, occasionnant une grave crise économique. En 1436, des hommes de Richard Plantagenet, duc d'York, pillent et mettent feu à la ville de Bailleul en représailles.

#### La destruction de 1478
Le 19 mars 1478, les Français, sur les ordres de Louis XI, mettent Bailleul et Poperinge à feu et à sang dans le contexte de la guerre de succession de Bourgogne. En attaquant Bailleul, Louis XI s'en prend à Marie de Bourgogne, comtesse de Flandre, et à son mari Maximilien d'Autriche, dont il contestait la régence, à la suite de la mort de Charles le Téméraire, duc de Bourgogne et comte de Flandres. Le poète De Spinghere note que 500 bourgeois de Bailleul furent emmenés comme prisonniers par les Français. Émile Coornaert relate la survivance d'un sentiment anti-français dans la région de Bailleul, notamment dans la production du poète Jacques de Meyer, originaire de Flêtre.

#### Les chambres de rhétorique
Depuis les XVe – XVIe siècles, il existe, à Bailleul, plusieurs chambres de rhétorique opérant en langue néerlandaise, dont Jonc van herten, les Spaderyke sous l'invocation de Sainte Catherine, et les  Gelsenders ou les Adrianisten. Selon les « kostuimen » (coutumes) de la ville et de la châtellenie de Belle, de 1632, la ville comptait à cette époque cinq rhétoriques (vijf rethorike),.

### Activité commerciale et bourgeoisie de Bailleul
Comme beaucoup de villes de Flandre, Bailleul a connu au Moyen Âge et à l'époque moderne, une forte activité économique fondée sur le textile : draperie, travail du lin à partir du XVIe siècle, prospère jusqu'au XVIIIe siècle, dentelle, une école existe toujours dans la ville.
Au début du XVIIIe siècle, s'est également installée à Bailleul, une fabrique de faïence qui se construisit une solide réputation, la faïence de Bailleul était réputée plus résistante et moins chère que celle de Rouen. L'activité a duré environ un siècle.
L'activité économique de la ville est mise en œuvre par la bourgeoisie de Bailleul (en flamand : de Poortery van Belle). Comme de nombreuses villes de Flandres, Bailleul est doté d'une bourgeoisie, véritable institution régie par des coutumes légales et rédigées, en vue de renforcer l'emprise institutionnelle sur les marchés et leurs travailleurs. Le titre, ou la charge de bourgeois de Bailleul pouvait s'acquérir moyennant contribution financière et se transmettre selon un droit particulier. Il impliquait des droits et des devoirs spécifiques, comme la participation aux affaires de la cité et l'accès au Magistrat, ancêtre du Conseil Municipal, en tant que greffier, échevin ou bailli. Certains ont pu y voir une ébauche de participation démocratique à l'instar des Cités-États du nord de l'Italie. Les familles bourgeoises s'alliaient souvent entre elles par mariage, que ce soit à l'intérieur d'une même ville ou entre bourgeoisies de différentes villes, selon des règles strictes de transmission, d'entrée ou de sortie de Bourgeoisie. L'académicienne française Marguerite Yourcenar, de son véritable patronyme Marguerite Cleenewerck de Crayencour, et issue de la bourgeoisie de Bailleul, dont elle mentionne quelques noms dans ses romans autobiographiques Souvenirs pieux et Archives du Nord. Sa généalogie fait état des alliances avec des familles bourgeoises de Bailleul telles que les Bernaert, Warneys, Elleboudt, ou Baert de Neuville. On peut également mentionner la famille de Coussemaker.

### Communautés religieuses de Bailleul
Du point de vue religieux, la commune était par le passé située dans le diocèse de Thérouanne du VIIe siècle jusqu'à la destruction de cette ville en 1553, puis dans le diocèse d'Ypres de 1559 à 1801, et était le siège d'un doyenné. Bailleul et sa paroisse Notre-Dame-du-Fief-en-Flandre fait aujourd'hui partie de l'archidiocèse de Lille.
La ville comptait plusieurs communautés religieuses, dont la commanderie de l'ordre hospitalier de Saint-Antoine, fondée en 1160, responsable de la léproserie, ancêtre de l'actuel établissement public pour la santé mentale des Flandres (EPSM).
Selon l'abbé Detrez, la dévotion à l'ermite Saint Antoine le Grand fut vivace à Bailleul du Moyen Âge jusqu'au XXe siècle. Philippe le Bon, duc de Bourgogne et comte de Flandre, « pour la grande affection qu'il a au bien de l'hostellerie saint Antoine à Bailleul », lui fait, en 1426 une donation ; il réédifie l'église en 1430 et sa femme, Isabelle de Portugal, lègue une rente annuelle de 100 livres à la sacristie. L'abbé Détrez précise qu'elle y passe une journée entière en juillet 1436, en compagnie de ses dames Marie de Bourgogne, duchesse de Clèves et Jacqueline d'Ailly, comtesse d'Étampes, en allant de Cassel à Lille pour visiter ses États. Le monastère Saint-Antoine échappe seul à l'incendie que le roi de France Louis XII, allume à Bailleul en 1478. La peste sévissant en 1482, le Magistrat de Bailleul, ayant à sa tête Gilles van Coorenhuyse, fait à saint Antoine un vœu solennel et le fléau est réputé s'être arrêté. En 1492, la société de rhétorique de langue néerlandaise De Gheltshende est fondée à Bailleul pour venir en aide financièrement au couvent. Des lettres d'amortissement de 1506 en faveur de l'hospice Saint-Antoine sont signées par Jeanne dite "la Folle", reine de Castille et régente de son jeune fils Charles le nouveau comte de Flandres (et futur empereur Charles Quint), qui signera des lettres de sauvegarde en 1521 en son nom propre.
- Les Sœurs Grises et les Sœurs Noires, noms populaires des Sœurs du tiers Ordre franciscain, étaient hospitalières et enseignantes, chargées de l'instruction des jeunes filles[44]. Arrivées à Bailleul en 1274, elles ont dû quitter la ville à la suite de la révolution. Selon une tradition très ancienne, les premières sœurs de cet ordre s'établissent à Saint-Pol-sur-Ternoise, vers 1223-1224, avant même la mort de leur fondateur Saint François d'Assise en 1226[45]. Ayant choisi la règle de Saint-Augustin  et les soins aux pauvres, le Magistrat de Bailleul confie aux Sœurs Noires de s'occuper de l'hôpital Notre-Dame de Bailleul (Gasthuys van Onze Lieve Vrauwe binne Belle en flamand). Également connues en tant que Sœurs de Notre-Dame du Fief, les Sœurs Noires de Bailleul se sont unies à sept autres instituts religieux en 2002 pour fonder la Congrégation des Sœurs de l'Alliance. Le terme Alliance fait référence à la Nouvelle Alliance entre Dieu et le genre humain, reflétant « la recherche contemplative de chaque sœur sur le mystère de l'Incarnation » de Dieu en la personne de Jésus-Christ, selon la foi catholique[46] La rue Benoît Cortyl était auparavant appelée rue des Sœurs Grises, et la rue des Sœurs Noires existe toujours.
- Héritage de la Réforme catholique, et en opposition au Jansénisme qui naquit à Ypres, Bailleul encourage l'implantation et l'activité des Jésuites. Ces derniers sont chargés du collège, ancêtre de l'actuel collège de l'Immaculée Conception, adjoint de l'ancienne chapelle des Jésuites, ancêtre de l'actuelle église Saint-Amand. Leur expulsion du territoire français en 1763 sera mal vécue par la population bailleuloise[47]. Le collège de l'Immaculée Conception est aujourd'hui géré par les Salésiens.
- Les Filles de l'Enfant Jésus, dont la congrégation fut fondée à Lille en 1827 par Mère Natalie, arrivent à Bailleul dès le 8 octobre 1829 sur la demande du maire M. Van Merris et du curé doyen de Saint-Vaast l'abbé Revel, pour s'occuper des orphelins et des vieillards.
- Les Filles de la Charité, ou Sœurs de Saint-Vincent-de-Paul étaient peu nombreuses mais sont restées dans les mémoires des Bailleulois. Coiffées d'une cornette blanche et d'un habit bleu, elles étaient chargées de l'orphelinat. C'est en référence à leurs coiffes que l'orphelinat c'est ensuite appelé « les Alouettes ».
- Les Dames de Saint-Maur, arrivent à Bailleul en 1841 et fondent un pensionnat, une école primaire communale et une maternelle pour filles. Malgré les vicissitudes des lois sur la laïcisations de l'enseignement aux XIXe et XXe siècles, elles persévérèrent et sont à l'origine de l'Institut Sainte-Marie, désormais géré par les Salésiens.
- Les Frères des écoles chrétiennes s'établirent à Bailleul en 1842 et enseignent aux garçons dans un bâtiment sur le parvis de l'église Saint-Vaast. Ils seront remplacés à la reconstruction par les Frères de Saint-Gabriel dans des bâtiments rue du Musée, l'ancêtre de l'école Saint-Albert.

On y observait également une communauté d'Augustins.

### Crise iconoclaste, révolte des gueux et dissidence politique.
Dans son enquête sociologique historique Le Sentiment religieux en Flandre à la fin du Moyen Âge, l'abbé Jacques Toussaert dépeint la situation d'une population globalement peu instruite religieusement : « innombrables, les superstitions, faibles, les élans mystiques. » Les sacrements sont reçus par coutume et soumission aux exigences canoniques et civiles. Le peuple catholique du XVe siècle en Flandre est mal armé pour la résistance à toute prédication hostile. Les dévotions collectives restent florissantes, leur ferveur est difficile à apprécier.
En 1561, un habitant de Bailleul est trouvé porteur d'un Nouveau testament en français annoté par Jean Calvin, un des fondateurs du protestantisme; il est torturé, brûlé vif pour l'exemple.
Le jour de l'Assomption 1566, le couvent Saint-Antoine de Bailleul ainsi que de nombreuses églises et chapelles de la région furent subitement et méthodiquement profanés et détruits par les iconoclastes, suscitant la stupeur des habitants. Le saccage, impliquant la destructions du mobilier liturgique et des statues, était vu par les iconoclastes comme un nettoyage avant la conversion des églises catholiques en temples calvinistes. Spontané ou prémédité, ce mouvement mêle une dissidence religieuse due à l'expansion du protestantisme à une dissidence politique à l'encontre de l'intransigeance du roi d'Espagne Philipe II, souverain des Pays-Bas, représenté par sa demi-sœur la gouvernante Marguerite de Parme puis par l'inflexible duc d'Albe. Si l'Empereur Charles Quint, avait été un prince et un empereur né en Flandres, perçu comme un enfant du pays, son fils Philippe II né à Madrid ne jouissait pas de la même appréciation, et était perçu comme un prince étranger.

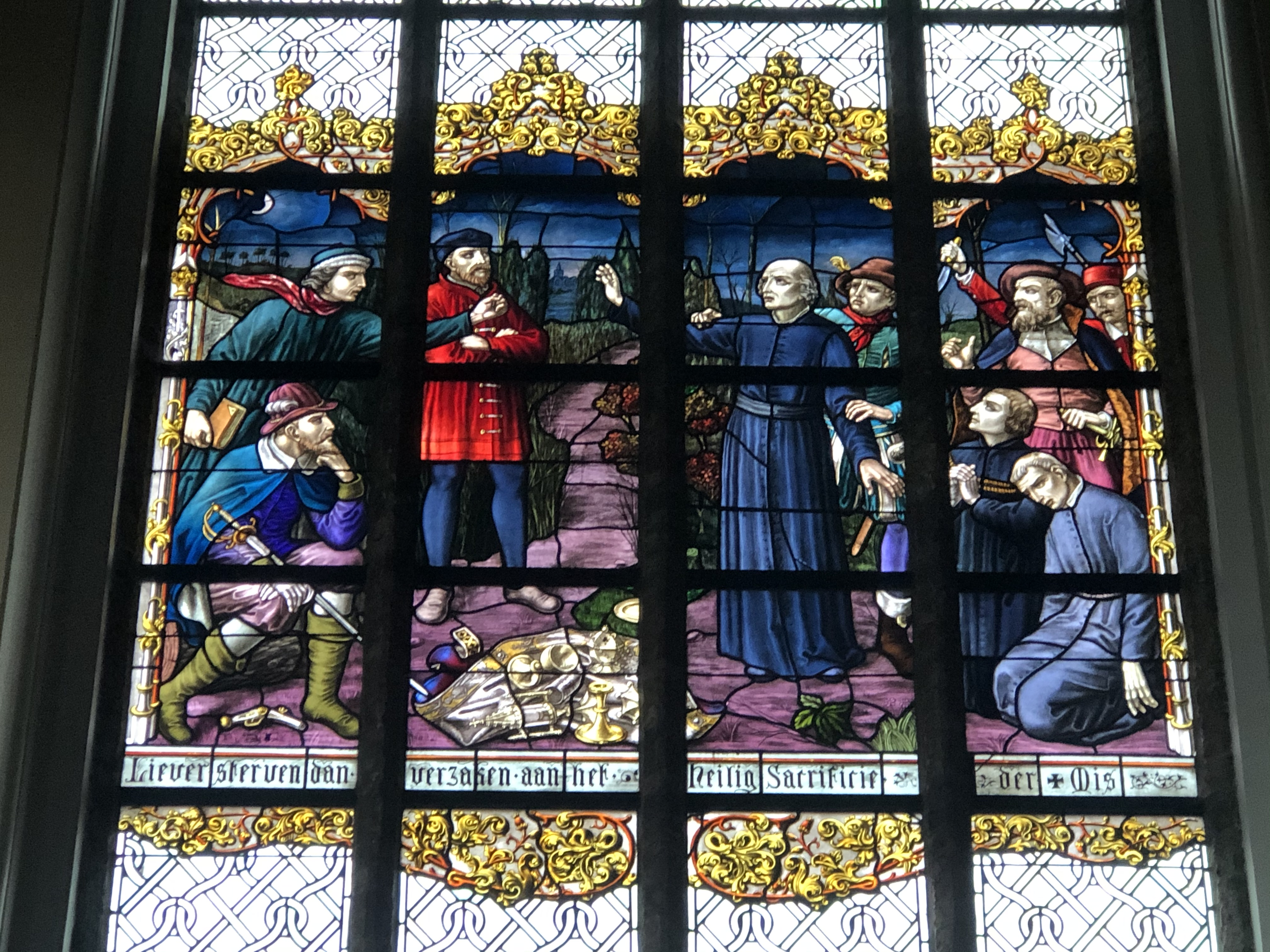
Vitrail de l'église Saint-Vaast (Sint-Vedastus) de Reningelst, relatant l'arrestation des trois prêtres par les gueux.

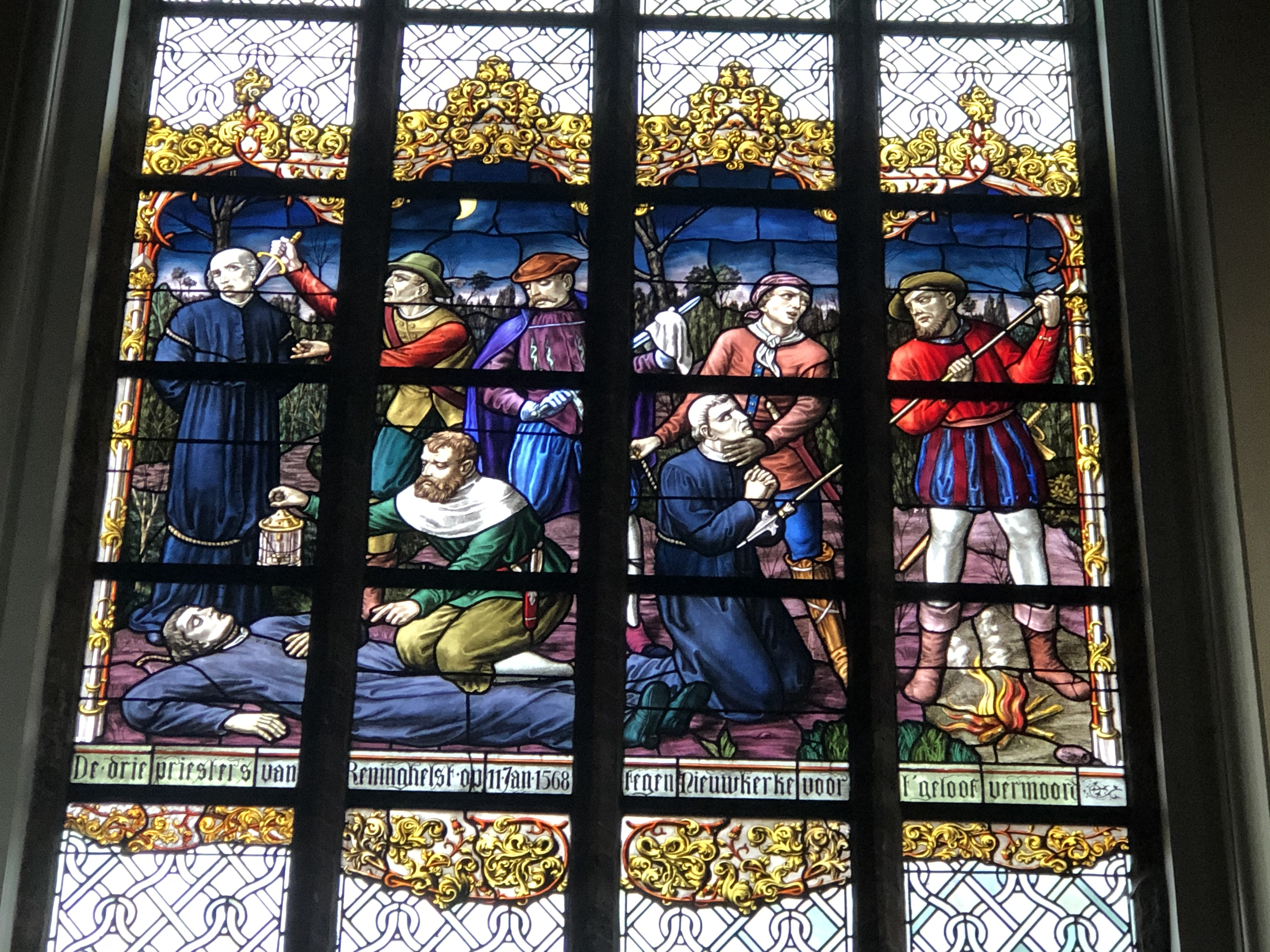
Vitrail de l'église Saint-Vaast (Sint-Vedastus) de Reningelst, relatant le meurtre des trois prêtres par les gueux.

Son radicalisme se caractérise par la violence de l'Inquisition espagnole, représentée par Pieter Titelmans d'Ypres. Les souverains espagnols avaient reçu du pape Sixte IV le droit de nommer les Grands inquisiteurs pour enquêter sur les cas d'opposition religieuse et politique. Si les enquêtes devaient être menées par le pouvoir spirituel à la solde du roi, les sentences devait être exécutées par le pouvoir temporel, engendrant dans les territoires de la couronne espagnole, dont Bailleul, une instrumentalisation de l'Église catholiques à des fins politiques. La brutalité de la répression de la dissidence par Philippe II, malgré l'opposition du pape Pie V, fut l'origine de la révolte des Gueux, véritable guérilla anti-espagnole, qui divisa les familles et ravagea la région.
En 1568, trois prêtres de Reningelst, alors dans la châtellenie de Bailleul, furent conduits au Ravensberg, signifiant en français la colline des corbeaux, lieu de la potence de Bailleul, pour y être assassinés par des dissidents. Le choix de cet endroit pour assassiner les prêtres est évocateur : il s'agissait de tuer des personnes perçues comme représentant l'ordre politique sur le lieu même où le pouvoir exécutait les condamnés. Un crucifix y commémore le martyre de ces prêtres et de toutes les victimes des guerres de religion. Ces événements marquent le début de la guerre de Quatre-Vingts Ans.

#### Laguerre de Quatre-Vingts Anset la destruction de 1583
En 1583, Bailleul est dévastée par des insurgés calvinistes, alors nommés les "gueux". Le beffroi, l'église Saint-Vaast et des centaines de bâtiments sont incendiés par Alexandre Farnèse, nouveau gouverneur général des Flandres et capitaine général de l'armée de Philippe II, qui parvient à « mater la rébellion de la canaille » calviniste, selon le poète De Springhere, qui relate l'événement. Un cycle sans fin de guerres, de dysenterie et de famine ravageait alors Bailleul. Le pays s'épuisait dans cette guerre qui sévissait entre la France et l'Espagne. De Springhere fait mention de 3 600 morts en deux ans et demi.
| Flamand | Traduction française |
| --- | --- |
| Als 't land afkeering was, (in het jaer vyftien hondert, Vier mael twyntig en twee, waer door elk wierd verwondert) Van 't waere romsch geloof, en van den graft van 't land. Zoo heef het spaensche volk deez' stede gansch verbrand, Die zelfs zweeft in 't gemoed, van veele die noch leven. | Quand le pays se détourna, (en l'an mille cinq cent, quatre-vingts et deux, par quoi chacun fut étonné) de la vraie foi romaine, et du comte du pays. Ainsi les Espagnols ont entièrement incendié cette ville, Ce qui resta en mémoire, de beaucoup qui vivent encore. |

### Les attaques françaises.
Le destin de Bailleul basculera définitivement au XVIIe siècle. La Flandre dont Bailleul fait partie, faisait alors l'objet d'une âpre concurrence stratégique entre les Pays-Bas espagnols, ancêtre de l'actuelle Belgique, et le royaume de France.
Selon Émile Cornaert, alors que les Provinces-Unies étaient toujours en guerre contre l'Espagne, elles proposèrent à la France de conquérir les Pays-Bas espagnols. Si Richelieu refusa dans un premier temps, il finit par signer un traité avec les Hollandais en 1635 à la suite de la défaite protestante lors de la bataille de Nordlingen. « Si les Belges se soulevaient contre les Espagnols, les Pays-Bas catholiques auraient été érigés en État-tampon ; chacun des alliés aurait opéré une rectification de frontières. Trois mois plus tard, une armée française pénétrait aux Pays-Bas. Pour la dernière fois, un héraut d'armes alla, comme au Moyen-Âge, porter à Bruxelles une déclaration de guerre au gouvernement espagnol. Les Belges organisaient la resistance. Une autre guerre de Quatre-vingt-ans commençait : le Westhoek en fut à peu près constamment l'un des théâtres avancés. » En 1638, les Français occupent la région et particulièrement Cassel. 1646, Bailleul et ses environs font partie des villes particulièrement éprouvées par les attaques du Prince de Condé, alors au service des Pays-Bas Espagnols. « Le flot des armées balaye le pays dans tous les sens », précise Émile Coornaert.
Si les Pays-Bas voient la Flandre comme une avant-muraille, selon les termes du baron de Lisola, c'est-à-dire une ceinture défensive qui les protègent du grand pouvoir de la France, c'est le même argument qui dès 1646 pousse le Cardinal Mazarin, soucieux de sécuriser Paris et d'en éloigner la dangereuse frontière du nord, à justifier la conquête des Pays-Bas : « L'acquisition des Pays-Bas forme à Paris un boulevard inexpugnable. »

#### La guerre franco-espagnole.
De Springhere relate dans son poème Bailleul incendiée en 1653 par les Français mené par Charles II duc d'Elboeuf et la fuite des habitants à Ypres. Après le retour des réfugiés et la reprise du retordage de la laine, la ville fut à nouveau pillée par des cavaliers français, qui incendièrent le couvent des Capucins où les habitants avaient caché leurs biens les plus précieux. À cette occasion, Ypres prit définitivement le pas sur Bailleul en matière de commerce.

#### Bailleul finalement conquise par la France.

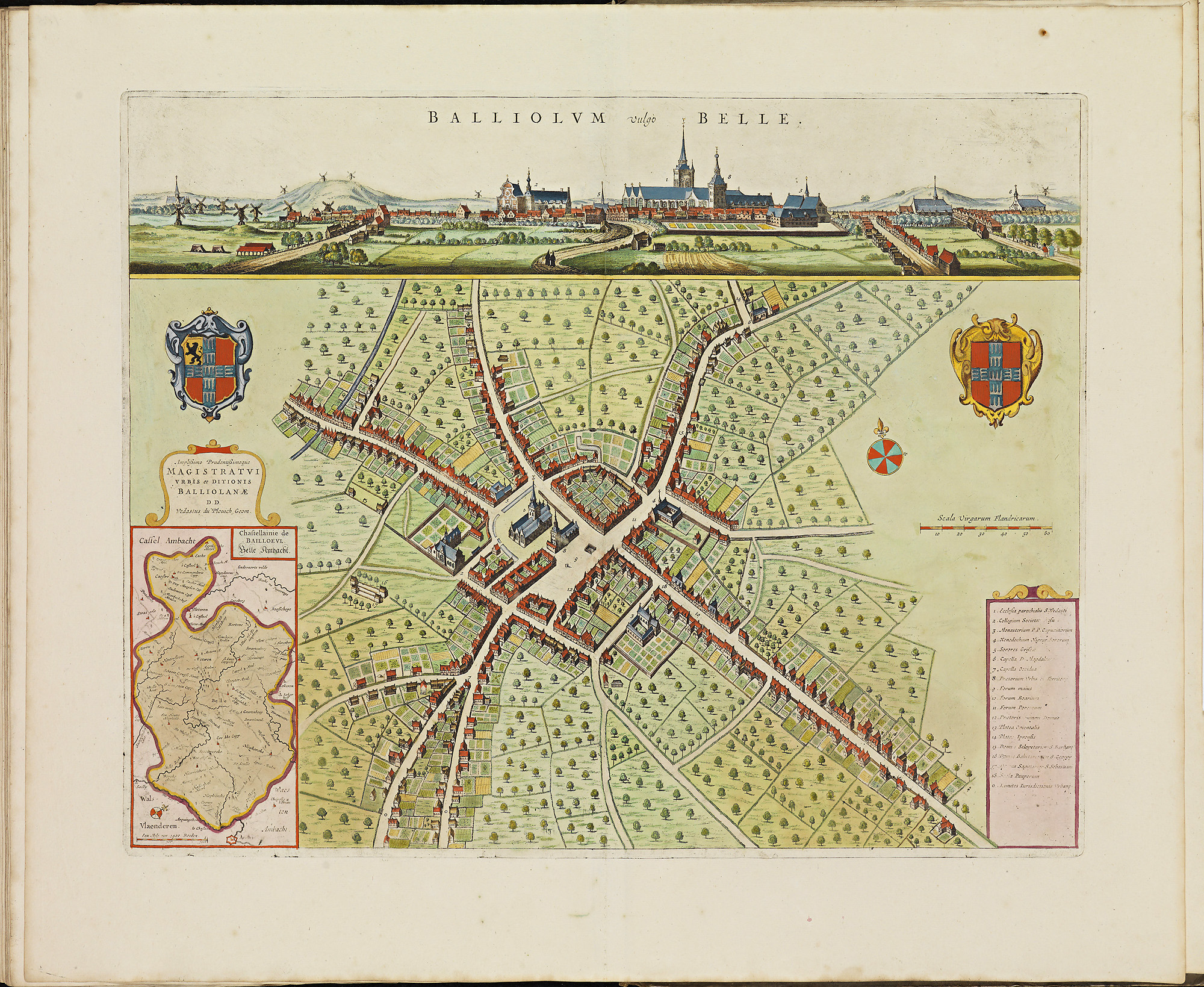
Bailleul en 1698 sur une carte historique de Frederick de Wit.

Prétextant un désaccord sur l'héritage de son épouse l'infante Marie-Thérèse, Louis XIV déclenche la guerre de Dévolution en 1667 et annexe la ville de Lille, semble-t-il contre l'avis de la population. En 1668, le Traité d'Aix-la-Chapelle fait de Lille une ville définitivement française. La frontière est alors très différente de la frontière actuelle : Tournai et Courtrai sont français, alors que Bailleul, Hazebrouck et Saint-Omer demeurent dans les Pays-Bas.

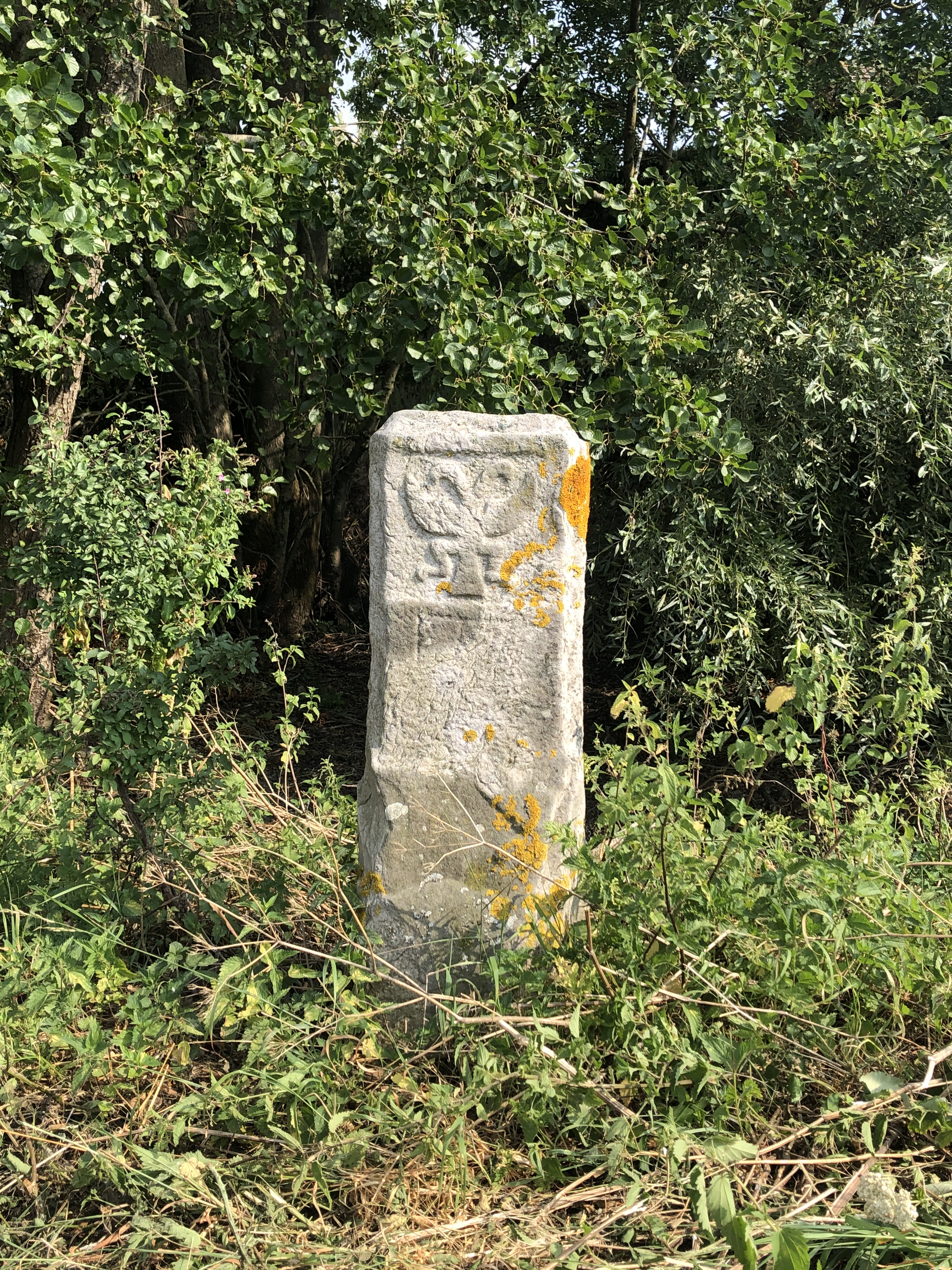
Borne marquant la frontière entre la France et les Pays-Bas dits autrichiens, représentés par l'aigle bicéphale. En 1714, les Pays-Bas du Sud passent de la dynastie des Habsbourg d'Espagne à leurs cousins les Habsbourg d'Autriche.

Il faut attendre la Guerre de Hollande pour que Bailleul, alors partie des Pays-Bas espagnols sous le règne du roi Charles II d'Espagne (comte de Flandres selon le principe juridique de l'union personnelle), rentre définitivement dans le giron de la couronne de France. C'est à la suite de la bataille de la Peene, remportée par Monsieur, le prince Philippe d'Orléans, frère du roi Louis XIV, que la ville est officiellement annexée par la France lors du traité de Nimègue en 1678. La châtellenie de Bailleul comprenait alors encore les bourgs voisins de Poperinghe et de Neuve-Église.
En 1713, les traités d'Utrecht, mettent fin à la guerre de succession d'Espagne, causée par la mort de Charles II et attribuent les Pays-Bas à la maison d'Autriche. La France y perd, au profit de cette dernière, Ypres et sa châtellenie, qui avaient été conquises en même temps que Bailleul, dont la châtellenie se trouve par cette occasion amputée de la prospère Poperinghe, également rendue aux Pays-Bas. La région est alors morcelée et de nombreuses enclaves empêchent la continuité territoriale. Il faut alors attendre 1769 et la Convention des Limites pour que Louis XV, roi de France, cède à l'Impératrice Marie-Thérèse, souveraine des Pays-Bas autrichiens, les bourgs de Neuve-Église, Danoutre et quelques terres de Nieppe, contre les enclaves autrichiennes du Pont d'Estaires, du Doulieu et du Robermetz qui deviennent françaises. Si la route entre Lille et Dunkerque devient entièrement française, le territoire de la châtellenie de Bailleul s'est réduit comme peau de chagrin, un sérieux coup porté à son activité économique.
Sur le plan juridique, la ville devint le siège d'une des 17 subdélégations de la généralité de Lille, et, la perte d'Ypres par la France, provoqua le transfert du bailliage et du présidial qui y siégeaient à Bailleul. Le présidial, dit de Flandre, était une juridiction dont la compétence couvrait quasiment toute la Flandre maritime : « cour de justice pour toute la Flandre Française du côté de la mer ». Ce transfert amena dans la ville toute une population de magistrats, juges, avocats, greffiers, huissiers et audienciers.
Si Bailleul est conquise par la France, la frontière ecclésiastique ne change pas. La ville demeure dans le diocèse d'Ypres jusqu'à la signature du Concordat en 1801, et est également le siège d'un doyenné de ce même diocèse. Ainsi, le clergé séculier bailleulois fait partie du clergé étranger, l'évêque d'Ypres, responsable de l'Église à Bailleul, ne participe pas aux assemblées à Paris tous les cinq ans et n'est représenté en France par personne.

##### Permanence d'un sentiment pro-habsbourgeois et anti-bourbon

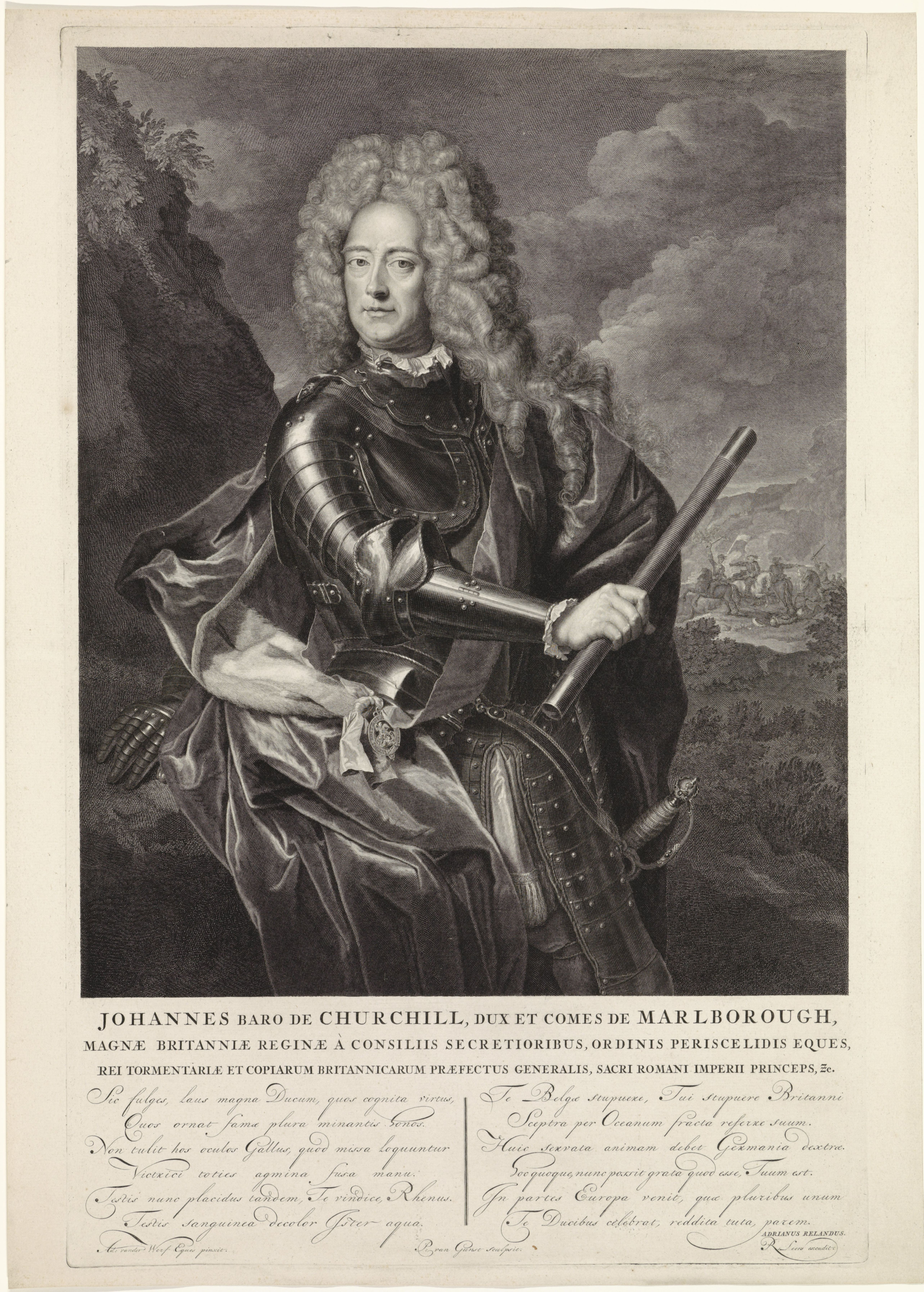
Portrait de John Churchill, premier duc de Marlborough, opposant de Louis XIV

Une étude de motifs et inscriptions figurants sur la faïence de Bailleul au XVIIIe siècle permet d'identifier la survie d'un sentiment anti-français, et ce bien après la conquête de la ville par Louis XIV. Selon l'abbé Lucien Détrez, les défaites d'Audenarde et de Malplaquet (1709) infligées aux Français par Marlborough et le prince Eugène de Savoie, aux Alliés par Villars à Denain (1712) dans le contexte de la guerre de succession d'Espagne qui se déroulait en Flandres (1701-1714), ont attisé le ressentiment d'une partie des habitants de Bailleul.
Ils demeurent encore, en 1717, attachés au régime espagnol ou autrichien, et notamment au prince Eugène qui vient d'être désigné, l'année précédente, pour être gouverneur des Pays-Bas. La preuve en est dans l'inscription latine imprimée sur un de ses articles par un faïencier bailleulois : « Louange à Charles VI notre véritable Empereur et à son invincible général François-Eugène de Savoie » ; témoin aussi les vers latins qui figurent sur un broc de Bailleul : ils proclament la splendeur astrale et la souveraineté sans égale de la Maison d'Autriche, la générosité du prince Eugène envers son « César ».

### L'enseignement primaire à Bailleul
Bailleul abritait plusieurs écoles de charité pour les garçons ; le local d'une d'elle était occupé en 1878 par l'école des frères.
L'école dominicale des pauvres garçons
Cette école fut fondée par Thomas De Swarte (époux en premières noces de Françoise de Coussemaker), 2e échevin de la ville. Par testament du 10 novembre 1635, il créa cette école à l'instar de celle qui existait à Ypres et donna 75 livres de gros de Flandre, au denier seize, de rente annuelle. D'après Sanderus et le registre aux délibérations du magistrat de Bailleul, les enfants portaient une veste bleue, un pantalon blanc et un bonnet noir.
L'École dominicale des pauvres filles
Cette école fut fondée par Anna Swingedon. Elle fut autorisée, le 12 avril 1669, par Charles II, roi d'Espagne et comte de Flandres ; elle était placée sous la protection du magistrat et la direction d'un ecclésiastique, chargé de commettre une maîtresse. La donation consistait en 2 fonds, avec maisons, granges, étables, situées à Bailleul, rue Neuve, ancêtre de la rue de Lille.
Le pauvre catéchisme
Cette école existait avant 1635. À cette époque Thomas De Swarte porte à 15 livres de gros par an la rente qu'il avait fondée pour l'enseignement donnée par les Pères jésuites. Presque toutes les familles de Bailleul se firent un devoir de contribuer à la prospérité de cette œuvre, qui avait un receveur. Chaque année, on distribuait, aux enfants pauvres des deux sexes, du linge et des vêtements (les archives municipales possédaient (en 1878) les comptes de 1681 à 1792.

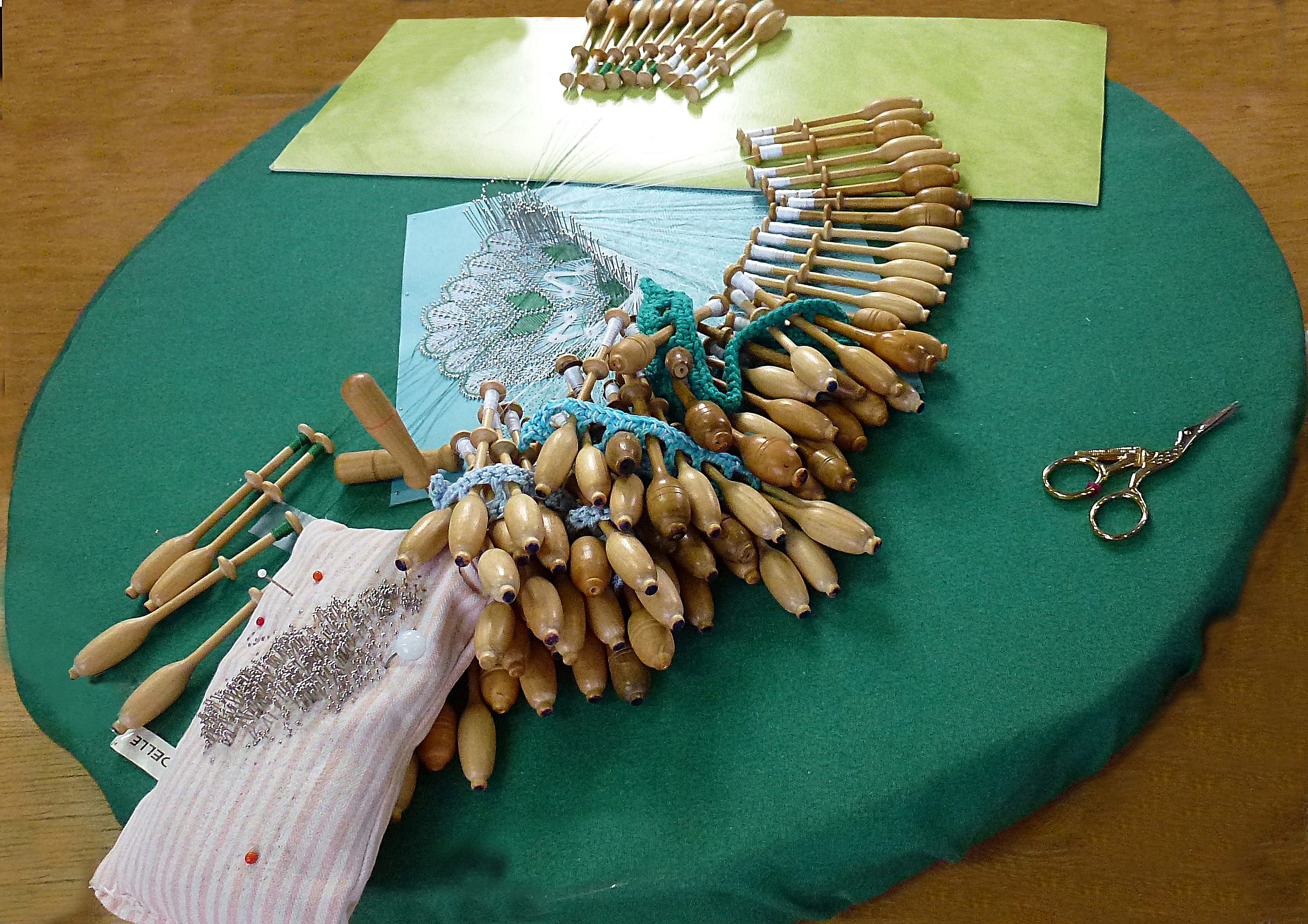
Bailleul.- Carreau flamand de l'école académique de dentelle

Dans plusieurs écoles, les filles apprenaient à coudre et à faire de la dentelle.
Bailleul abritait, à la fin du XIXe siècle, une école dominicale fondée par Lelle Van Der Meersh. Dirigée par les Filles de l'Enfant-Jésus, elle recevait plus de 600 filles, qui, pour la plupart faisant de la dentelle, ne suivent les leçons qu'une heure par jour. Cent d'entre elles étaient exercées aux travaux à l'aiguille et 70 apprenaient l'état de dentellière. Vers les années 1875, on y apprenait la langue française.
Dans le hameau de Outtersteene, il y avait une école de garçons.
Statistiques des conjoints et conjointes signant leur acte de mariage à Cassel
- de 1750 à 1790 : sur 2430 mariages : 1533 conjoints signant et 1377 conjointes signant.
- en 1789 : sur 44 mariages : 29 conjoints signant et 25 conjointes signant.

### LeBelle-Brand, le grand incendie de Bailleul
La ville fut maintes fois détruites par le passé, notamment par les Francs, les Vikings et en 1213, le prince Louis d'Orléans (le futur Louis VIII).
Le fameux Belle-Brandt (littéralement Bailleul-brûle en néerlandais) est le dernier incendie qui toucha Bailleul, le 8 mai 1681 : il détruisit la ville presque tout entière : le beffroi, l'Hôtel-de-Ville, les églises Saint-Vaast et des Jésuites, les couvents des Sœurs Noires, des Sœurs Grises, des Capucins et des Jésuites, 488 maisons, 14 brasseries, 8 métiers à filer et d'énormes quantités de marchandises de toutes sortes : il y eut vingt-trois victimes. Cet incendie, de cause accidentelle, commença dans une brasserie de la rue d'Ypres, est décrit dans la poésie flamande de De Springer, intitulée Den Belle-Brand. Après ce sinistre, le Magistrat de Bailleul, pour remédier aux fréquents incendies, favorisés par les couvertures en chaume, fit allouer une prime à ceux qui couvraient leurs maisons en ardoise ou en tuile, et qui construisaient en dur.

### Bailleul et la Révolution française
En 1789, pour la rédaction des cahiers de Doléances, le gouvernement de cette cité forma un bailliage électoral principal de la Flandre, sans bailliage secondaire. Les délégués des trois ordres de la société (noblesse, clergé, tiers-état) de la Flandre maritime (châtellenies de Bailleul, Cassel, Bergues, Bourbourg, villes de Dunkerque et Gravelines) se sont réunis en la chapelle du collège des Jésuites de Bailleul pour désigner les représentants de la région aux États Généraux de 1789.
La Constitution civile du Clergé qui ôtait tout pouvoir à l'évêque d'Ypres, rencontra l'opposition de la population bailleuloise, viscéralement attachée à ses traditions religieuses et profondément catholique, et entraina la démission du maire Charles Augustin Ignace Bieswal qui y était opposé. Le clergé bailleulois refusa a l'unanimité d'y prêter serment, invoquant l'impossibilité de confusion entre le pouvoir civil et le pouvoir religieux. Alors que le nouvel évêque constitutionnel non reconnu entrevoit de visiter ses paroisses, le clergé fidèle à l'évêque d'Ypres est interdit de célébrer ce jour-là les offices religieux. Dans une atmosphère explosive, l'abbé Ferdinand Deroo désobéit et est envoyé sur les routes de l'exil par les autorités révolutionnaires. La politique de déchristianisation n'est pas respectée et alors que les églises doivent être fermées, jusqu'à 10 messes sont dites par jour à Bailleul. La municipalité mise au courant de la prise des Tuileries à Paris, est résolument anti-révolutionnaire. Il faut attendre la suspension de la municipalité le 6 juillet 1792 par le directoire du département pour que l'équipe d'Honoré De Clercq prenne ses fonctions à la faveur de la révolution. Il faudra attendre 1802 pour que le culte soit rétabli en l'église Saint-Vaast, et pour que la statue et les reliques sauvées des ruines du prieuré Saint-Antoine y soient portés en processions. Ces événements sont commémorés par des vitraux de l'église reconstruite après la destruction de 1918.
Une grande foire pour toutes marchandises, et aux bestiaux le premier jour, se tient annuellement à Bailleul : en 1803, du 21 au 29 prairial (10 au 30 juin). S'ajoutent à cela un franc marché (marché où les ventes sont dispensées de taxes) aux bestiaux en floréal (mai) et fructidor (août). Enfin se tient chaque décade (période de dix jours du calendrier républicain) un marché décadaire pour grains, petits animaux et légumes.
En 1802, Bailleul est encore une place fortifiée.
En 1802-1803, pour les transports, Bailleul bénéficie d'être située sur le parcours de la diligence reliant quotidiennement Dunkerque à Lille, et retour.
En 1808, Bailleul est un dépôt principal de sûreté, centre de détention intermédiaire entre les dépôts de sûreté et les prisons.

### Histoire contemporaine

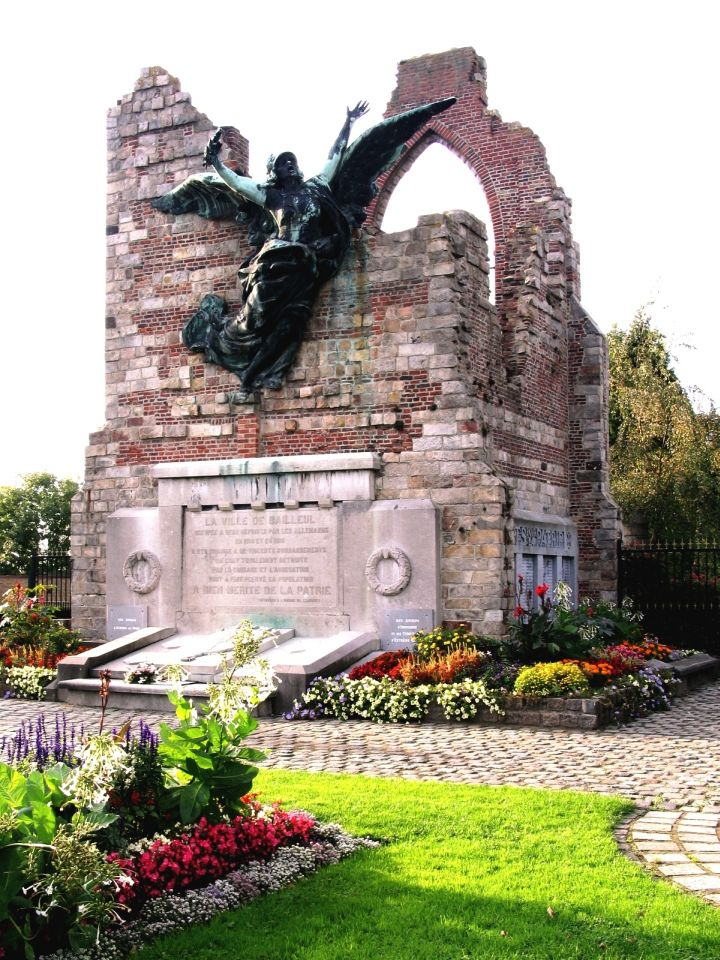
Le monument aux morts.

#### Première Guerre mondiale
Pendant la Première Guerre mondiale, Bailleul, située non loin de Cassel où Foch avait établi son quartier général, était un lieu stratégique. Georges V, roi d'Angleterre, visita ses troupes et la ville en 1914.
La ville fut complètement détruite en 1918 par les Alliés, avec l'appui de l'aviation britannique qui cherchait à chasser l'ennemi allemand qui avait pris la ville. C'est pourquoi, comme une grande partie du département, elle était classée en zone rouge. En novembre 1918, une seule maison était encore debout, et aujourd'hui seule la salle gothique à la base du beffroi subsiste de cette époque. La ville de Bailleul a reçu la croix de guerre 1914-1918 à la suite de ces destructions.
La ville a été reconstruite après la guerre dans le style flamand, ainsi l'actuelle Caisse d'épargne est la copie conforme de la plus ancienne habitation de Bailleul, du XVIe siècle, au moment de la destruction.
Parmi les séquelles de guerre, de dizaines de milliers de munitions non explosées ou non tirées ont dû être extraites du sol de la ville et des environs, avant d'être détruites sur place par les artificiers anglais, ou éloignées pour destruction ultérieure à fin de permettre la reconstruction et la mise en culture. Ces munitions ont été et sont encore une source importante de pollution (mercure des amorces, acide picrique, et nitrates entrant dans leur composition), c'est avec le manque de charbon et de papier et carton bitumé, le premier problème cité par les maires fin 1918 et début 1919 lors du début de la reconstruction qui prendra plus de dix années.
Entre les deux guerres mondiales, on construit sur la commune des blockhaus intégrés à une suite continue de constructions défensives allant de Bray-Dunes à Bailleul : voir secteur fortifié des Flandres, partie intégrante de la ligne Maginot.

#### Seconde Guerre mondiale
Bailleul a connu de nouveau des dégâts lors de la Seconde Guerre mondiale. La ville et le département du Nord étaient détachés du reste de la France pour être gouvernés par le gouvernement militaire allemand de Bruxelles. À ce titre, on y comptait une présence allemande supérieure au reste du territoire.
Une bombe tomba particulièrement sur la maison au coin de la rue d'Ypres et de la Grand-Place. L'artillerie allemande était alors stationnée sur le mont Noir, et Bailleul était dans le périmètre de touche. Dans l'espoir d'empêcher une nouvelle destruction, le curé doyen de Bailleul demanda aux Bailleulois de réciter "un million d'Ave Maria". La récitation des trois Ave à la fin de chaque messe continua bien après la fin de la guerre, jusque dans les années 1950. C'est en remerciement pour la protection de la Vierge Marie que la municipalité fit reconstruire la chapelle Notre-Dame du Fief au coin de la route d'Hazebrouck, qui avait été détruite en 1918.

## Politique et administration

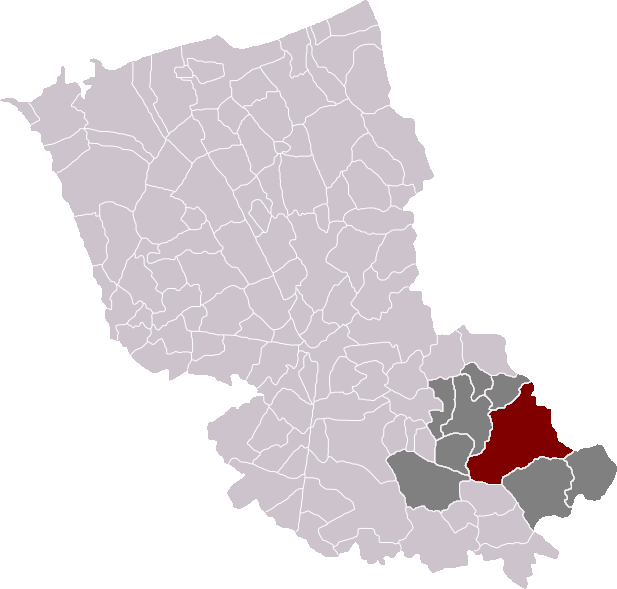
Bailleul dans son canton et son arrondissement.

### Situation administrative
Bailleul est le chef-lieu du canton de Bailleul

### Liste des maires
| Période      | Période      | Identité                     | Étiquette    | Qualité |
| ------------ | ------------ | ---------------------------- | ------------ | --- |
| octobre 1947 | mai 1953     | Ferdinand Cortyl (1887-1972) | DVD          | Industriel Conseiller général de Bailleul-Sud-Ouest (1945 → 1964) |
| mai 1953     | mars 1977    | Joseph Legrand               | UDR puis RPR | |
| mars 1977    | janvier 2006 | Jean Delobel                 | PS           | Professeur des collèges Député du Nord (15e circ.) (1997 → 2007) Conseiller général de Bailleul-Sud-Ouest (1988 → 2001) Démissionnaire |
| janvier 2006 | mars 2014    | Michel Gilloen (1946-2023)   | PS           | Retraité de la fonction publique, ancien premier adjoint Conseiller général de Bailleul-Sud-Ouest (2008 → 2015) Président de la CC Monts de Flandre - Plaine de la Lys (? → 2013) Vice-président de CC de Flandre intérieure (2014) Suppléant du député Jean-Pierre Allossery (2012 → 2017) |
| mars 2014    | juillet 2020 | Marc Deneuche                | DVD          | Médecin généraliste |
| juillet 2020 | En cours     | Antony Gautier               | DVG          | Arbitre international de football Maître de conférences en mathématiques 2e vice-président de Cœur de Flandre Agglo (2020 → ) |

### Instances judiciaires et administratives
Bailleul comptait dans le passé un tribunal de première instance mais il a été supprimé lors d'une réorganisation judiciaire. N'en demeurent que les bâtiments.
La ville accueille une gendarmerie et un commissariat de sécurité publique (police et gendarmerie) ; elle compte un centre d'incendie et de secours (pompiers), le centre Bailleul-Méteren à mi-chemin des deux localités.

### Politique de développement durable
La ville a engagé une politique de développement durable en lançant une démarche d'Agenda 21 en 2007.

### Jumelages
La ville de Bailleul est jumelée avec
- Werne (Allemagne) depuis le 25 novembre 1967
- Hawick (Écosse) depuis le 1er aout 1973
- Iseghem (Belgique) depuis le 25 juillet 1992
- Kyritz (Allemagne) depuis le 6 octobre 2012
- Wałcz (Pologne) depuis le 9 mai 2015

Par ailleurs, Bailleul parraine la ville de Yaka, au Togo.

## Population et société

### Démographie

#### Évolution démographique
L'évolution du nombre d'habitants est connue à travers les recensements de la population effectués dans la commune depuis 1793. Pour les communes de plus de 10 000 habitants les recensements ont lieu chaque année à la suite d'une enquête par sondage auprès d'un échantillon d'adresses représentant 8 % de leurs logements, contrairement aux autres communes qui ont un recensement réel tous les cinq ans,.

En 2022, la commune comptait 14 734 habitants, en évolution de +1,85 % par rapport à 2016 (Nord : +0,51 %, France hors Mayotte : +2,11 %).
| 1793   | 1800  | 1806  | 1821  | 1831  | 1836  | 1841  | 1846   | 1851   |
| ------ | ----- | ----- | ----- | ----- | ----- | ----- | ------ | ------ |
| 11 576 | 8 944 | 9 222 | 9 475 | 9 823 | 9 911 | 9 923 | 10 141 | 10 078 |

| 1856   | 1861   | 1866   | 1872   | 1876   | 1881   | 1886   | 1891   | 1896   |
| ------ | ------ | ------ | ------ | ------ | ------ | ------ | ------ | ------ |
| 10 108 | 10 102 | 12 896 | 12 828 | 12 968 | 12 712 | 13 335 | 13 276 | 13 449 |

| 1901   | 1906   | 1911   | 1921  | 1926  | 1931  | 1936   | 1946   | 1954   |
| ------ | ------ | ------ | ----- | ----- | ----- | ------ | ------ | ------ |
| 13 530 | 13 573 | 13 251 | 6 651 | 8 545 | 9 691 | 10 928 | 11 352 | 11 964 |

| 1962   | 1968   | 1975   | 1982   | 1990   | 1999   | 2006   | 2011   | 2016   |
| ------ | ------ | ------ | ------ | ------ | ------ | ------ | ------ | ------ |
| 12 583 | 13 077 | 13 474 | 13 400 | 13 847 | 14 146 | 13 616 | 14 517 | 14 467 |

| 2021   | 2022   | - | - | - | - | - | - | - |
| ------ | ------ | - | - | - | - | - | - | - |
| 14 869 | 14 734 | - | - | - | - | - | - | - |

#### Pyramide des âges
La population de la commune est relativement jeune.
En 2018, le taux de personnes d'un âge inférieur à 30 ans s'élève à 34,0 %, soit en dessous de la moyenne départementale (39,5 %). À l'inverse, le taux de personnes d'âge supérieur à 60 ans est de 26,1 % la même année, alors qu'il est de 22,5 % au niveau départemental.
En 2018, la commune comptait 7 199 hommes pour 7 820 femmes, soit un taux de 52,07 % de femmes, légèrement supérieur au taux départemental (51,77 %).
Les pyramides des âges de la commune et du département s'établissent comme suit.
| Hommes | Classe d’âge | Femmes |
| ------ | ------------ | ------ |
| 0,6    | 90 ou +      | 1,4    |
| 5,9    | 75-89 ans    | 10,4   |
| 15,9   | 60-74 ans    | 17,6   |
| 22,0   | 45-59 ans    | 20,8   |
| 19,9   | 30-44 ans    | 17,3   |
| 17,2   | 15-29 ans    | 16,0   |
| 18,4   | 0-14 ans     | 16,4   |

| Hommes | Classe d’âge | Femmes |
| ------ | ------------ | ------ |
| 0,5    | 90 ou +      | 1,4    |
| 5,3    | 75-89 ans    | 8,1    |
| 14,8   | 60-74 ans    | 16,2   |
| 19,1   | 45-59 ans    | 18,4   |
| 19,5   | 30-44 ans    | 18,7   |
| 20,7   | 15-29 ans    | 19,1   |
| 20,2   | 0-14 ans     | 18     |

### Santé
Bailleul accueille un hôpital psychiatrique, deux établissement d'hébergement pour personnes âgées dépendantes, un foyer logement pour personnes âgées.

### Enseignement
Bailleul fait partie de l'académie de Lille. Bailleul compte de nombreuses écoles primaires et maternelles, deux collèges (un public et un privé) et un lycée professionnel.
Elle compte également une école académique de dentelle. Financée par un mécène américain, William Nelson Cromwell, ému du sort de la ville quasi rasée pendant la Première Guerre mondiale, l'école dentellière date de la reconstruction de la ville. La construction est de style néoflamand, adopté pour la reconstruction de la ville. Elle est ouverte depuis 1925.

### Sports
- Basket Club bailleulois : il commence la saison 2008-2009 pour sa septième année d'existence. Avec plus de 200 licenciés, il compte parmi les plus importantes associations sportives de Bailleul.
- Randonneur Club des Monts de Flandre, association sportive pratiquant la randonnée pédestre à Bailleul ; des sorties sont organisées sur la matinée, sur la journée complète, sur la fin de semaine ou d'une à plusieurs semaines et ce, avec encadrement par les animateurs de l'association, tous bénévoles. L'association créée en 1990 compte plus d'une centaine d'adhérents et est affiliée à la Fédération française de randonnée pédestre. Outre la pratique de la randonnée, des bénévoles de l'association assurent le balisage et l'entretien des sentiers (GR121B, GR130 et GRP des Flandres). À noter également l'organisation phare le 3e dimanche de janvier, la Traversée des Monts de Flandre qui réunit quelque 150 randonneurs sur un parcours de 30 kilomètres et 650 mètres de dénivelé.
- Le XV bailleulois, club de rugby créé en 1989, évolue en deuxième série. Le club compte 225 licenciés dont 115 en école de rugby (enfants de 5 à 15 ans) ; cette école de rugby a été labellisée par la Fédération française de rugby en 2011.
- Equi'Belle, centre équestre associatif, se situe juste à côté du terrain de rugby. C'est une association loi de 1901, gérée par une équipe de bénévoles et accueillant 220 cavaliers. Installé sur 5 ha mis à disposition par la municipalité à la sortie de la ville (vers Saint-Jans-Cappel), le club labellisé « École Française d'Équitation » emploie deux enseignants qui dispensent près de 170 h de cours par semaine.
- Les Abeilles bailleuloises est un club de gymnastique artistique féminine affilié à la Fédération sportive et culturelle de France (FSCF)
- La Bailleuloise est un club de gymnastique artistique masculine. Il fut fondé en 1906 et est affilié à la Fédération sportive et culturelle de France (FSCF).
- Le Volley-ball Club bailleulois[86], créé en 1986, compte actuellement près de 180 licenciés ; le club regroupe des compétiteurs inscrits dans les différents championnats pré-nationaux, régionaux et départementaux, une section loisirs et une école de baby volley qui initie les enfants à partir de 4 ans. Le Club est affilié à la FFVB (Fédération française de volley-ball, à la LFVB (Ligue des Flandres de volley-ball) et au CDN (comité Nord de volley-ball). En dehors des rencontres sportives, le club organise d'autres activités : loto, tournoi de foot en salle par exemple.
- La ghilde Saint-Sébastien de Bailleul, association de tir à l'arc à la perche verticale.
- Le Shotokan Karaté Club bailleulois, créé en 1976, membre de la Fédération française de karaté, accueille les adultes et les enfants au dojo Natalis Dumez de Bailleul.

### Média
Le local de Flandres Télévision, web télévision étendue dans la Flandre française et la Flandre belge, est basé à Bailleul.

### Cultes
Bailleul compte quatre églises, deux en centre-ville et une dans les hameaux de Outtersteene et Steentje. Elles sont dédiées et portent respectivement le nom de : Saint-Amand, Saint-Vaast, Saint-Jean-Baptiste, l'Immaculée Conception. Les deux hameaux cités comptent également un cimetière.

## Économie
La commune se situe dans une zone de forte activité agricole, dont la spécificité de la culture du houblon, tout en accueillant quelques activités industrielles
Deux marchés se tiennent chaque semaine à Bailleul : le mardi et le jeudi matin. Une foire commerciale a lieu chaque année durant la semaine du 1er mai.
Par ailleurs, la commune accueille les activités suivantes :
- Brasserie Beck
- Brasserie Bellenaert
- De nombreux commerçants font la vie de centre-ville.
- Principale unité de production du groupe Danone.
- Groupe PGI, usine de non-tissé, autrefois usine Nordlys de textile.

## Culture et patrimoine

### Lieux et monuments

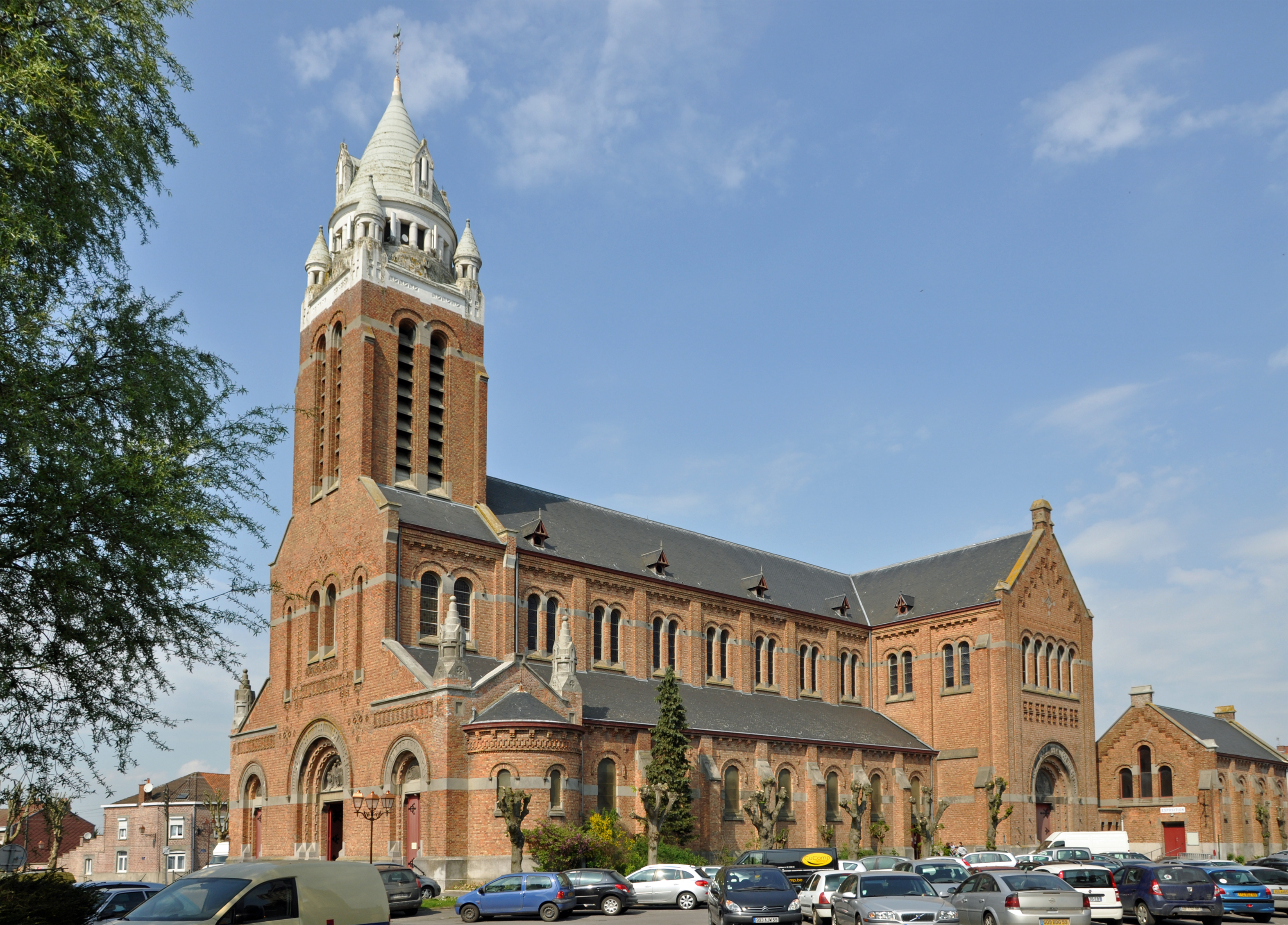
L'église Saint-Vaast.

- La salle gothique (vestige du XIIIe siècle à la base du beffroi) et le Présidial des Flandres, ancienne prison (voir plus bas), sont classés au titre des monuments historiques depuis 1922[89]. Le beffroi de Bailleul construit par Louis Marie Cordonnier fait également partie de la liste des 23 beffrois français admis au patrimoine mondial de l'Humanité par l'UNESCO en 2005. Du haut de ce symbole de la cité, les traditionnelles ritournelles des 35 cloches du carillon accueillent en musique et offrent une vue imprenable sur la ville néo-flamande.
- Musée Benoît-De-Puydt (art flamand, meubles anciens, porcelaines, faïences, peintures d'artistes flamands…)
- Cimetière de Bailleul
- Conservatoire botanique national de Bailleul.
- Le Présidial de Flandre, ancien palais de Justice, datant de 1776, est inscrit à l'inventaire supplémentaire des Monuments historiques depuis 1979[90].
- Une motte féodale, située dans le hameau de Outtersteene, est inscrite au titre des Monuments historiques depuis 1969[91].
- Le monument aux Anglais, obélisque commémorative érigée par la 25e Division d'infanterie britannique en souvenir de leur temps passé à Bailleul et de leurs implication dans la bataille de Messines.[92]
- Le monument aux Français, monument aux morts des dernières guerres, sous forme d'une ruine symbolisant le socle du beffroi et ce qui restait de l'église Saint-Vaast après la destruction de 1918. Il se situe sur l'ancien site de l'église Saint-Amand et a été inauguré en 1925 par le maire de Bradford, la ville qui avait "adopté" Bailleul pendant la guerre[92]. La sculpture représentant une Victoire Ailée est de Camille Debert.

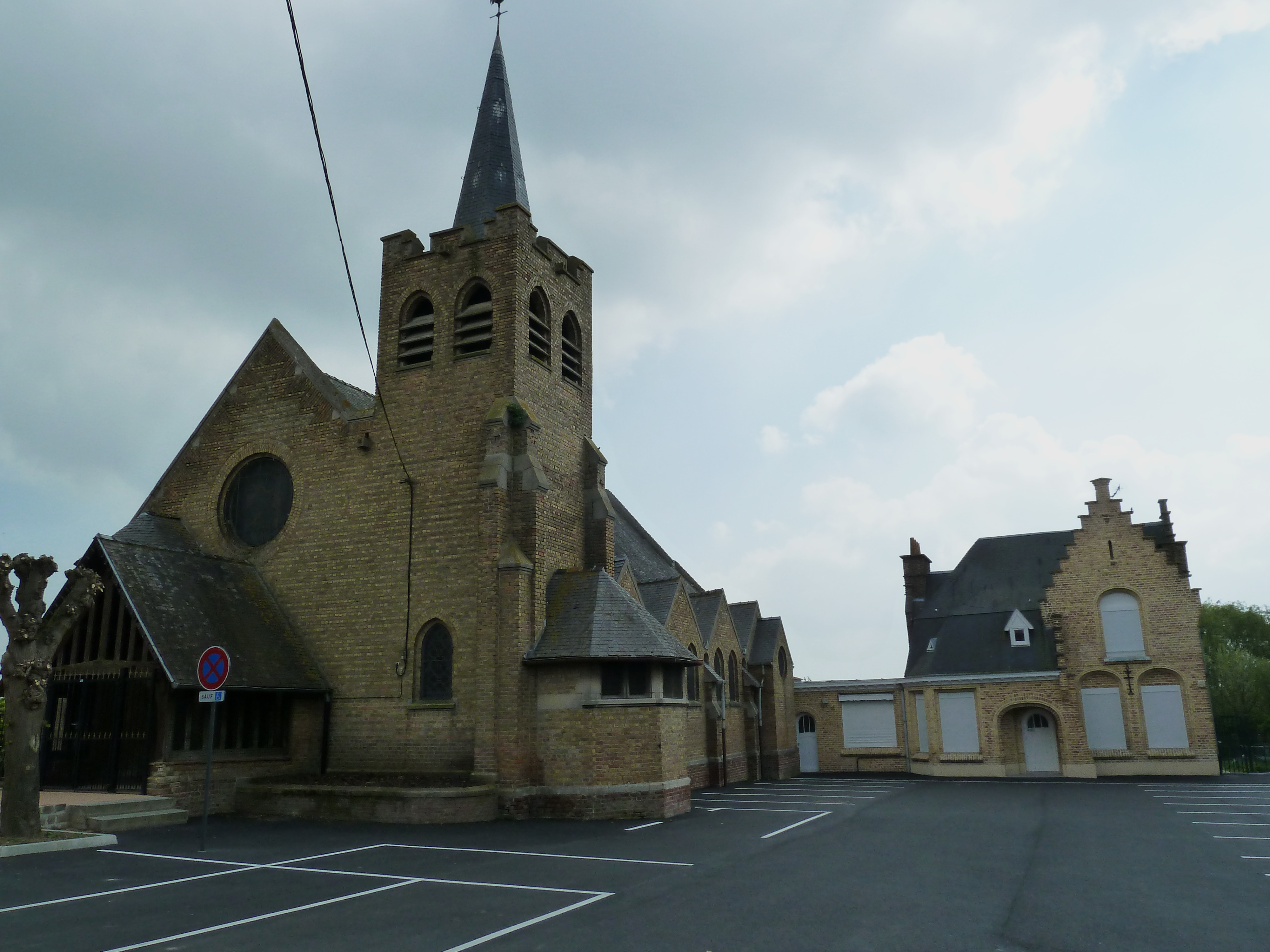
L'église Saint-Amand à Outtersteene

- Église Saint-Vaast, reconstruite après la Première Guerre Mondiale.
- La Médiathèque municipale "Au fil des Mots", anciennement appelée Bibliothèque Danièle et François Mitterrand.
- Cimetières militaires du Commonwealth :
  - Bailleul Communal Cemetery And Extension
  - Outtersteene Communal Cemetery Extension
- L'établissement public de santé mentale des Flandres (EPSM) est implanté à Bailleul depuis le XIXe siècle. Auparavant à Lille, il est transféré sur le site d'une ancienne abbaye dédiée à Saint-Antoine, en bordure de la ville et dédié initialement aux femmes. Bombardé et reconstruit deux fois (durant les conflits mondiaux), sa forme actuelle date des années 1950[93].
- Le tilleul des malades, un des arbres à loques (thaumaturges) français les plus connus[94],[95].
- L'Info Histoire de Flandre (LIHF), bibliothèque spécialisée et centre d'interprétation sur l'histoire et la culture de la Flandre.

### Personnalités liées à la commune
- Gaston About, homme politique français, député et directeur de l'hôpital psychiatrique de Bailleul, mort en 1954 à Bailleul
- Félix de Backer, (1850-1927), né à Bailleul, mort à Paris, médecin
- Lambert de Bailleul, évêque de Thérouanne en 1082-1083
- Mathilde Bourdon, écrivaine belge, morte en 1888 à Bailleul
- Désiré Carnel (1823-1899), prêtre et peintre français, né à Bailleul.
- Edmond de Coussemaker
- Léona Delcourt, femme qui a inspiré Nadja d'André Breton
- Michel Delebarre (1946-2022), homme politique, député du Nord (1986-1988, 1997-1998 et réélu en 2002 et 2007) et  ministre du Travail (1984-1986), des Affaires sociales (1988), des Transports et de la Mer (1988-1989), de l'Équipement (1989-1990), de la Ville (1990-1992) et de la Fonction publique (1992-1993)
- Jean Delobel, homme politique
- Julien Jules Alphonse Deturck (23/02/1862-18/12/1941), peintre et graveur, deuxième second prix de Rome en gravure
- Julien Devos (1845-1925), peintre français né à Bailleul
- Martin-Joseph Dezitter (1743-1793) ou l'Abbé Dezitter, prêtre catholique opposé à la Révolution française, arrêté et exécuté en 1793
- Étienne-François Dutour de Salvert, né à Bailleul le 11 juillet 1711[96], mort le 6 août 1789.
- Bruno Dumont : réalisateur et scénariste
- Charles Henri Marie Flahault, botaniste et écologue, né le 3 octobre 1852 à Bailleul
- Antony Gautier est un arbitre français de football et maire actuel de la ville.
- Julien Koszul, compositeur (inhumé au cimetière communal)
- Jean-Baptiste Louis de Kytspotter (1751-1815), député aux États généraux de 1789, mort à Bailleul ;
- Anne Louis Alexandre de Montmorency, 7e prince de Robech, grand d'Espagne, député de la noblesse aux États généraux de 1789 pour le bailliage de Bailleul.
- Charles Plichon, né à Bailleul le 28 juin 1814, mort à Paris le 3 juin 1888, fut avocat et homme politique
- Jan Rijspoort van Belle : compositeur anversois, début XVIIe siècle
- Louis Joseph Serlooten, député du Nord (1848-1849), né le 8 avril 1809, décédé à Bailleul le 7 avril 1864
- Joseph Xavier Van Merris-Hynderick, né le 11 avril 1761 à Bailleul, décédé le 3 décembre 1833 à Bailleul, député de 1815 à 1816, et de 1822 à 1827. Il fut échevin de la ville.
- Jean-François Woussen (13 juin 1765 à Bailleul - 1823 à Douai) homme politique
- Philippe Édouard Léon Van Tieghem, biologiste et botaniste, né à Bailleul en 1839
- Pharaon de Winter, peintre
- Marguerite Yourcenar, académicienne qui parle longuement de Bailleul dans son ouvrage Archives du Nord

### Héraldique
|  | Les armes de Bailleul se blasonnent ainsi : « De gueules à la croix de vair, les cloches appointées en cœur. » |

### Culture
La ducasse, une des fêtes communales de Bailleul, a lieu sur la Grand Place pendant la deuxième moitié du mois de juin. Certains quartiers organisent leur propre ducasse, comme la rue de la Gare et la rue des Foulons et le Kortenker (baptisés pour l'occasion ducasse du « Foul'Tenker ») qui ont leur propre comité des fêtes,.

De même manière qu'ailleurs dans la Flandre française, la Saint-Martin est fêtée par un cortège aux betteraves-lanternes. 
« La légende de Saint-Martin raconte que le saint venu dans les Flandres pour évangéliser aurait perdu son âne dans les dunes. Pour lui venir en aide, les enfants se seraient mis à la recherche de l'âne et l'auraient retrouvé. Saint-Martin aurait alors transformé les crottes de l'âne en croissants pour les donner aux enfants en guise de remerciement.

La Saint-Martin a lieu le 11 novembre, date qui correspond à la mise au tombeau de Saint-Martin, le 11 novembre 397. À Bailleul, la tradition consiste à sculpter des betteraves pour créer des lanternes avec lesquelles les enfants défileront derrière saint Martin et son âne, puis à l'issue du défilé, distribution de chocolat chaud et gourmandises. »
Le Bailleulois Edmond de Coussemacker a répertorié dans son œuvre Chants populaires des Flamands de France un récit et un air musical datant du XVIIe siècle typiquement bailleulois dédiés à saint Martin : « Liedeken tot Eere van Sinte Maertens ». Dans l'ancienne répartition des diocèses, Bailleul était située dans l'archevêché de la toute proche ville d'Ypres, dont la cathédrale porte le nom de Saint-Martin, soulignant l'importance du saint pour la région.
Le grand Saint-Nicolas, patron des écoliers et ancêtre du Père Noël, est également fêté à Bailleul, comme dans les autres pays de culture germanique.

#### Langue flamande, langue néerlandaise
La langue principale d'une majorité de Bailleulois fut jusqu'au début du XXe siècle le flamand, bien que le français fût maîtrisé par certaines familles bourgeoises ou aristocratiques. Le flamand connaissait alors de très nombreuses variantes dialectales, et l'on distinguait les villes et villages d'origine des locuteurs grâce à leur accent.
C'est le Bailleulois Edmond de Coussemaker qui fonda le Comité flamand de France en 1853, dans le but de préserver le patrimoine culturel flamand. Dans un commentaire d'une des chansons répertoriées dans son œuvre Chants populaires des Flamands de France, il y mentionne un accent bailleulois connu pour son caractère doux et lent, suscitant les sourires des autres Flamands.
Louis de Backer, vice-président du Comité, place au XIXe siècle le moment où le flamand cesse d'être une langue de culture et d'érudition pour ne rester plus que la langue de la vie quotidienne, marquant le début de la baisse de son usage dans une Flandre qui sera plus tard francisée par la IIIe République.
L'association Institut de la langue régionale flamande propose des sessions enseignement du flamand occidental, le dialecte local.
Initiée par l'ancien maire Jean Delobel, la Maison du Néerlandais de Bailleul propose un enseignement de la langue académique néerlandaise, différente des anciens dialectes locaux. Elle permet d'envisager des relations économiques et culturelles avec l'aire néerlandophone, riche de 25 millions de locuteurs maternels ; langue officielle des villages voisins de Dranoutre et Neuve-Église (Heuvelland), par delà la frontière belge.

#### Musée
Bailleul compte un musée (musée Benoît-De-Puydt de Bailleul) créé en 1859 autour du legs de Benoît Depuydt, greffier et collectionneur d'objets et œuvres d'art de la culture flamande (XVe siècle-XIXe siècle).
Le Centre régional de phytosociologie créé par Jean-Marie Géhu et son épouse est devenu Conservatoire botanique national de Bailleul. Son rayonnement dans le monde de la botanique et de la phytosociologie est international.

#### Carnaval de Bailleul

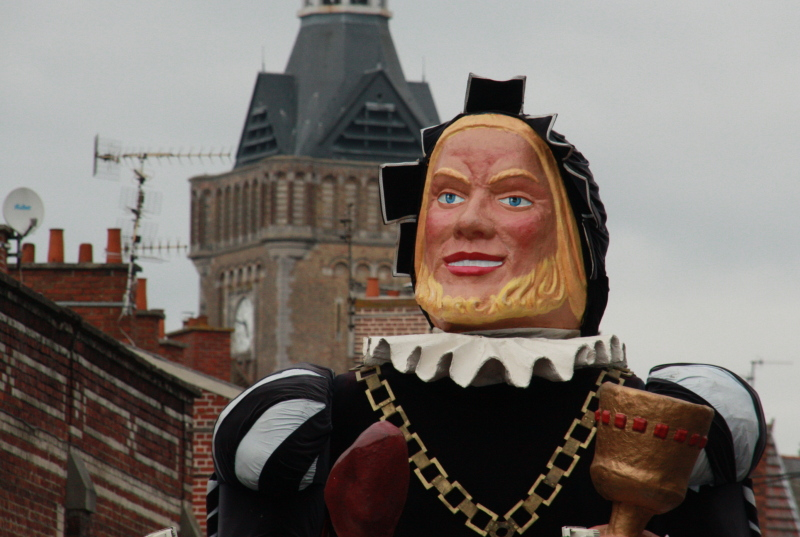
Gargantua lors du défilé.

Le carnaval se déroule durant cinq jours allant du vendredi soir précédant Mardi gras jusqu'au Mardi gras. Des défilés de chars ont lieu le vendredi soir, le dimanche après-midi et le mardi après-midi, l'ambiance y est festive et familiale.
Gargantua est le géant des Bailleulois.

#### En Nord Beat festival
Depuis 2015, Bailleul accueille, début juillet, En Nord Beat festival, un festival punk, rap, électro, rock, ska, techno, dub, hiphop et ses dérivés, pendant 2 jours (excepté en 2015, année à laquelle le festival n'était organisé qu'une journée) au parc Legrand-Grubbe.
Les 5 et 6 juillet 2019, En Nord Beat festival a accueilli 5500 festivaliers.

#### Cinématographie
Bailleul a été choisie pour le tournage de films « sociaux-réalistes », notamment La Vie de Jésus.
Il a également été choisi pour tourner une partie du film Un bébé noir dans un couffin blanc. Dans ce film, on peut voir la gare de Bailleul notamment.

### Vie associative
De nombreuses associations se sont constituées et sont actives à Bailleul. Parmi celles-ci, peuvent être citées :
- Les Scouts et Guides de France possèdent un groupe qui compte plus de 150 membres. Durant l'année, il se réunit par tranche d'âge les samedis après-midi, après le temps fort de la rentrée, la cérémonie des montées, qui a lieu le troisième week-end de septembre. L'été, des camps sont organisés[108].
- L'Original Hip Hop, association loi de 1901 présidée par Rashead Amenzou (recordman du monde 2000 de Headspin), avec près de 1 000 élèves, c'est une des associations qui contribue le plus au développement de la culture hip hop dans la région.
- Le Tennis club de Bailleul est la plus grosse association locale avec un effectif de 500 adhérents pour la saison 2014. Elle enseigne la pratique du tennis à la salle Claude-Terrier située dans le complexe sportif Legrand-Grubbe et dispose de 3 courts couverts en résine (=green set) et 2 courts extérieurs en béton.
- Bellescalade est un club d'escalade, membre de la Fédération française des clubs alpins et de montagne. Bellescalade utilise les équipements artificiels intérieurs de la salle Legrand Grubbe et organise des échanges avec les clubs alpins à proximité ainsi que des sorties extérieures.

## Pour approfondir